# Magdeburger Straßen/A
Nachfolgend werden Bedeutungen und Umstände der Namengebung von Magdeburger Straßen und ihre Geschichte aufgezeigt. Aktuell gültige Straßenbezeichnungen sind in Fettschrift angegeben, nach Umbenennung oder Überbauung nicht mehr gültige Bezeichnungen in Kursivschrift. Soweit möglich werden auch bestehende oder ehemalige Institutionen, Denkmäler, besondere Bauten oder bekannte Bewohnerinnen und Bewohner aufgeführt.
Die Liste erhebt zunächst noch keinen Anspruch auf Vollständigkeit.
Abendstraße; Stadtteil Alt Olvenstedt; PLZ 39130
Heute: ?
 ?
Abendstraße; Stadtteil Neue Neustadt; PLZ 39124
Benannt nach der Tageszeit Abend. In der Nachbarschaft befinden sich noch die Morgenstraße und die Mittagstraße. Früher gab es auch noch die Mitternachtsstraße. Diese vier Straßen umschlossen den im 19. Jahrhundert neu geplanten und erbauten Ort Neue Neustadt, wobei jede dieser Straßen nach der entsprechenden Himmelsrichtung benannt wurde. Die Abendstraße lag im Westen (Sonnenuntergang) und erhielt daher ihre Bezeichnung.

Abendstraße; Stadtteil Ottersleben; PLZ 39116
Heute: ?
 ?
Ackendorfer Straße; Stadtteil Rothensee; PLZ 39126
Benannt nach dem Dorf Ackendorf im Landkreis Börde. In der Nachbarschaft dieser Straße finden sich mehrere Straßen, die Ortsbezeichnungen dieser Gegend tragen (Jersleber Straße, Vahldorfer Straße etc.).
Ackerstraße; Stadtteil Leipziger Straße; PLZ 39112
Vormals:
- Ackerstraße
- Gustav-Nachtigal-Straße (Bereich zwischen Leipziger Straße und Buckauer Straße von 1935 bis 1946)

Heute:
- Cochstedter Straße (Bereich nördlich des Fermersleber Weg)

Die Benennung der Straße könnte 1887 erfolgt sein und dürfte sich an die ursprüngliche Nutzung des Gebietes für die Landwirtschaft angelehnt haben.
Adalbertstraße; Stadtteil Cracau; PLZ 39114
Heute: Büchnerstraße
Diese Straße war nach dem Begründer der deutschen Marine Prinz Adalbert von Preußen benannt. In der Zeit der DDR wurde sie umbenannt.
Adele-Elkan-Straße; Stadtteil Prester; PLZ 39114
Die Benennung der Straße erinnert an die in Magdeburg geborene deutsche Schriftstellerin Adele Elkan (1884–1943). Die Benennung wurde am 16. Oktober 2006 beschlossen. Zeitgleich wurden auch drei benachbarte Straßen (Christa-Johannsen-Straße, Ilse-Voigt-Straße und Willy-Rosen-Straße) nach Künstlern benannt. Alle Straßen entstanden neu auf einem ehemaligen Kasernengelände und dienen zur Erschließung der dort geplanten Wohnbebauung. Mit der Benennung nach Künstlern sollte die Benennungsreihe der bereits einige Jahre zuvor neu errichteten benachbarten Straßen fortgesetzt werden. Dort waren Schriftsteller geehrt worden.
Adelheidring; Stadtteil Stadtfeld Ost; PLZ 39108
Vormals: Ringstraße
Benannt nach der deutschen Kaiserin Adelheid von Burgund.
Adersstraße; Stadtteil Neue Neustadt; PLZ 39124
Heute: Oldenburger Straße
 ?
Adolf-Hitler-Brücke; Stadtteile Buckau und Werder; PLZ 39104 und 39114
Vormals: Sternbrücke
Heute: Sternbrücke
Die Brücke über die Elbe war während der Zeit des Nationalsozialismus nach Adolf Hitler benannt. Die Brücke wurde in den letzten Tagen des Zweiten Weltkrieges im April 1945 von der sich nach Osten vor den US-amerikanischen Verbänden zurückziehenden Wehrmacht gesprengt. Die verbliebenen Trümmer und die bedeutungslos gewordene Zufahrt wurden dann in "Sternbrücke" umbenannt. Fast 60 Jahre blieben die Reste der Brücke stehen. Zwischen 2002 und 2005 wurde die Sternbrücke wiederaufgebaut.
Adolf-Hitler-Straße; Stadtteil Alt Olvenstedt; PLZ 39130
Später: Ernst-Thälmann-Straße
Heute: Birkenallee
In der Zeit des Nationalsozialismus war diese Straße nach Adolf Hitler benannt.
Adolf-Hitler-Straße; Stadtteil Ottersleben; PLZ 39116
Heute: Richard-Dembny-Straße
In der Zeit des Nationalsozialismus war diese Straße nach Adolf Hitler benannt.
Adolf-Jentzen-Straße; Stadtteil Ottersleben; PLZ 39116
Benannt nach dem 1899 in Klein Ottersleben geborenen Widerstandskämpfer gegen den Nationalsozialismus Adolf Jentzen.
Adolfstraße; Stadtteil Fermersleben; PLZ 39122
Schon als Fermersleben 1910 nach Magdeburg eingemeindet wurde, trug die Straße diesen Namen. Die Namensgebung dürfte auf den Vornamen Adolf zurückgehen. Eine konkrete Person stand bei der Benennung wohl nicht Pate.
Adolph-Kolping-Platz; Stadtteil Alte Neustadt; PLZ 39106
Benannt nach dem katholischen Priester und Begründer katholischer Gesellenvereine Adolph Kolping. Die Benennung erfolgte per Stadtratsbeschluss vom 6. Dezember 2001 und beruhte auf einem Wunsch des Kolpingwerkes, welches ein nahe gelegenes Grundstück erworben hatte. Einen sachlichen Grund zur Benennung des zuvor als Kreuzung Sieverstorstraße/Letzlinger Straße bezeichneten Bereichs gab es nicht. Die "Namensgebung auf Bestellung" stieß im Stadtrat auch auf Kritik.
Agneswerder; Stadtteil Industriehafen; PLZ 39126
Seit 1912 gibt es diese Straße. Der Name dürfte auf das Agnetenkloster zurückgehen. Vermutlich stand die in der Nähe der Elbe gelegene Fläche (Werder) vormals im Eigentum dieses Klosters.
Agnetenstraße; Stadtteil Alte Neustadt; PLZ 39106
Die Benennung erinnert an das ehemals in dem Stadtteil gelegene Agnetenkloster.
ehemalige Institutionen, Bauwerke, Denkmäler:
- Hochhaus Agnetenstraße, elfgeschossiges Wohnhaus mit 72 Wohnungen, erbaut 1962/1963, jedoch noch nicht in industrieller Bauweise. 2005 wurde das Gebäude abgerissen.

Agrarstraße; Stadtteile Alt Olvenstedt und Großer Silberberg; PLZ 39130
Vormals:
Ebendorfer Straße (südlicher Teil) (bis 1979)
Ebendorfer Chaussee (nördlicher Teil) (bis 1979)
Nach der Eingemeindung Olvenstedts nach Magdeburg 1979 machte sich eine Umbenennung erforderlich, da die Ebendorfer Straße und die Ebendorfer Chaussee auch in Magdeburg bestanden. Um an die vor allem durch die Landwirtschaft geprägte Geschichte Olvenstedts zu erinnern, erhielt die Straße die Bezeichnung Agrarstraße.
Ahornweg; Stadtteil Hopfengarten; PLZ 39120
Vormals:
südlicher Teil:
- Berthold-Privatweg
- Platanenweg (bis 1960)

Benannt nach dem Laubbaum Ahorn.
Akazienstraße; Stadtteil Rothensee; PLZ 39126
Seit 1904 ist diese Straße nach der Pflanzengattung Akazie benannt.
Akazienweg; Stadtteil Beyendorf-Sohlen; PLZ 39122
Benannt nach der Pflanzengattung Akazie.
Akener Weg; Stadtteil Neustädter Feld; PLZ 39128
Vormals: Windhuker Weg (bis 1946)
Benannt nach der westlich von Dessau in Sachsen-Anhalt gelegenen Stadt Aken (Elbe).
Albert-Dankert-Straße; Stadtteil Ottersleben; PLZ 39116
Vormals: Coburger Straße (bis 1950/51)
Diese Straße wurde nach dem in der Arbeitersportbewegung engagierten, in Ottersleben geborenen Albert Dankert benannt.
Albert-Fischer-Straße; Stadtteil Ottersleben; PLZ 39116
Benannt nach dem Hymnologen und evangelischen Pfarrer Albert Fischer.
Albert-Hößler-Straße; Stadtteil Sudenburg; PLZ 39116
Heute: Springe
Diese Straße war in der Zeit der DDR nach dem Kommunisten und Widerstandskämpfer gegen den Nationalsozialismus Albert Hößler benannt.
Albert-Kuntz-Straße; Stadtteil Brückfeld; PLZ 39114
Vormals: Dirschauer Straße
Heute: Bauhausstraße
In der Zeit der DDR war diese Straße nach dem KPD-Politiker und Widerstandskämpfer gegen den Nationalsozialismus Albert Kuntz benannt.
Albert-Löber-Privatweg; Stadtteil Diesdorf; PLZ 39110
Heute: ?
 ?
Albert-Schweitzer-Straße; Stadtteil Neustädter See; PLZ 39126
1975 beschloss die Magdeburger Stadtverordnetenversammlung, die im neu errichteten Wohngebiet Neustädter See entstandene Straße nach dem Arzt und Friedensnobelpreisträger Albert Schweitzer zu benennen. Der Beschluss wurde 1976 umgesetzt.
Albert-Uffenheimer-Platz; Stadtteil Hopfengarten; PLZ 39120
Diese Straße ist seit 2001 nach dem Arzt Albert Uffenheimer benannt.
Albert-Vater-Straße; Stadtteil Stadtfeld Ost; PLZ 39108
Vormals:
- Steinkuhlenstraße
- Hindenburgstraße
- Landsbergstraße (bis 1964)

Benannt nach dem KPD-Politiker Albert Vater.
Die Straße wurde häufig aus politischen Gründen umbenannt. Nachdem der ursprüngliche Name "Steinkuhlenstraße" der politischen Benennung "Hindenburgstraße" (siehe dort) weichen musste, wurde nach Ende des Zweiten Weltkrieges der ebenfalls politische Name "Landsbergstraße" (siehe dort) gewählt. Noch in der Zeit der DDR erfolgte 1964 jedoch eine erneute Umbenennung, diesmal nach Albert Vater. Dies ist insofern bemerkenswert, als Albert Vater 1921 wegen Hochverrats im Zusammenhang mit einer Geiselnahme im Jahre 1919 am Reichsjustizminister Otto Landsberg (SPD) angeklagt war. In der Zeit nach dem Ende der DDR behielt man den Namen "Albert-Vater-Straße" bei.
Albinmüllerweg; Stadtteil Ottersleben; PLZ 39116
Benannt nach dem Architekten und Maler Albin Müller, der unter dem Künstlernamen "Albinmüller" auftrat.
Die Benennung erfolgte durch den Stadtrat am 8. Juni 2000, war jedoch umstritten. Die Treuhandliegenschaftsgesellschaft mbH (TLG) wollte ein neues Wohngebiet mit 9 neuen Straßen erschließen. Die TLG schlug zur Benennung im Wesentlichen Magdeburger Künstler, so auch Albin Müller, vor. Hiergegen wandte sich die Bürgerinitiative "Bürger für Ottersleben" e. V. Sie schlug alte Flurbezeichnungen und dörfliche Begriffe zur Benennung vor. Der Albinmüllerweg sollte danach "Zum Brachfeld" heißen. Die CDU-Ratsfraktion brachte einen entsprechenden Änderungsantrag in den Stadtrat ein. Zur Begründung hieß es Benennungen nach Personen seien in dem Gebiet eher unüblich und es fehle eine Verbindung zu Ottersleben. Der Änderungsantrag fand im Kommunal- und Rechtsausschuss eine Mehrheit. Im Stadtrat wurde der Antrag jedoch abgelehnt, so dass die Straße nach Albin Müller benannt wurde.
Albrecht-Thaer-Straße; Stadtteil Ottersleben; PLZ 39116
Vormals: Heinrich-Heine-Straße
Benannt nach dem Begründer der modernen Agrarwissenschaft Albrecht Daniel Thaer.
Albrechtstraße; Stadtteil Altstadt; PLZ 39104
Vormals:
- Albrechtstraße
- Bruno-Strutz-Straße (bis 1992)

Die Benennung der Straße erinnert an Albrecht von Brandenburg, der von 1513 bis 1545 Erzbischof in Magdeburg war. Dies gilt jedoch erst seit 1992. Die ursprüngliche Benennung als Albrechtstraße bezog sich auf den preußischen General und Bruder des Kaisers Wilhelm I., Prinz Albrecht von Preußen.
Institutionen, Bauwerke, Denkmäler:
- Haus Nr. 7, ehemalige Guericke-Schule und heutige Wilhelm-Raabe-Schule, Schulkomplex (vormals größte Lehranstalt in Preußen), gebaut 1871 bis 1874.

Alemannstraße; Stadtteil Alte Neustadt; PLZ 39106
Heute: Schinkelstraße (östlicher Teil, seit 1931)
Die Straße wurde 1899 nach Mitgliedern der alten Magdeburger Ratsherrenfamilie Alemann benannt. Ursprünglich gehörte auch die Schinkelstraße östlich der Lüneburger Straße dazu, die jedoch seit 1931 als eigene Straße geführt wird.
Alexander-Puschkin-Straße; Stadtteil Stadtfeld Ost; PLZ 39108
Vormals: Schrotestraße (bis 1949)
Benannt nach dem russischen Schriftsteller Alexander Puschkin.
Alexanderstraße; Stadtteil Neue Neustadt; PLZ 39124
Die Straße wurde in der ersten Hälfte des 19. Jahrhunderts nach dem russischen Zaren Alexander I. benannt. Bei der Namengebung dürfte die Tatsache, dass Alexander I. im Krieg gegen Napoleon ein deutscher Verbündeter war und die Neue Neustadt, mit ihr die Alexanderstraße, angelegt werden musste, da auf Napoleons Befehl die Alte Neustadt weitgehend abgerissen wurde, eine wichtige Rolle gespielt haben.
Alfredstraße; Stadtteil Reform; PLZ 39118
Heute: Paul-Schreiber-Straße
Diese Straße entstand in den Jahren 1910 und 1911 durch den Bauverein der Grusonwerk-Beamten und diente der Schaffung kostengünstiger Wohnhäuser mit Garten für Mitarbeiter der Friedrich Krupp AG Grusonwerk. Insgesamt entstanden 29 Ein- und Zweifamilienhäuser in 3 Straßen. Die Straßen erhielten Namen von Mitgliedern der Familie Krupp. Die Alfredstraße war daher Alfred Krupp gewidmet. Die anderen Straßen waren die Barbarastraße und Berthastraße.
Alfried-Privatweg; Stadtteil Hopfengarten; PLZ 39120
Heute: Heinz-Sommer-Weg (ab 1949)
Die Straße wurde ab 1932 gebaut. Das benachbarte Grusonwerk errichtete hier auf einem ursprünglich für eine mögliche Werkserweiterung vorgesehenen Gelände zunächst 15 Doppelhäuser für Werksangehörige. Bis 1938 wurden insgesamt 5 Bauabschnitte in der näheren Umgebung errichtet. 7 Straßen der ersten Bauabschnitte erhielten die Vornamen von 7 Kindern der Familie Krupp. Der Alfried-Privatweg war somit dem 1907 geborenen Alfried Krupp von Bohlen und Halbach gewidmet.
Allerstraße; Stadtteil Industriehafen; PLZ 39126
Vormals: Posener Straße
Die Straße wurde durch Beschluss des Stadtrates vom 8. Juni 2000 nach dem Fluss Aller benannt. Eine bis dahin unbenannte Straße in einem ehemaligen Industriekomplex war zu benennen, da sich mehrere Betriebe dort neu angesiedelt hatten und eine ordnungsgemäße Adressierung brauchten. Da in der Nachbarschaft mehrere Straßen nach Flüssen in Sachsen-Anhalt benannt waren (Saalestraße, Havelstraße, Ohrestraße), wurde auch hier ein entsprechender Name vergeben. Die ursprünglich bereits einmal bestehende, aber aufgegebene Benennung Posener Straße wurde nicht wieder aufgenommen.
Alt Benneckenbeck; Stadtteil Ottersleben; PLZ 39116
Vormals: Lindenstraße
Diese Straße führt durch den Ortskern des Dorfes Benneckenbeck, welches zum Ortsteil des jetzigen Magdeburger Stadtteils Ottersleben wurde.
Alt-Diesdorf; Stadtteil Diesdorf; PLZ 39110
Vormals: Breite Straße (bis April 1926)
Die Straße führt durch den Ortskern des eingemeindeten Dorfes Diesdorf.
Institutionen, Bauwerke, Denkmäler:
- Haus Nr. 31, Gehöft, erbaut 1844.
- Haus Nr. 39, Villa des Gutsbesitzers Albrecht Schulze, erbaut 1886.
- Haus Nr. 46, Gehöft, erbaut Ende des 18. Jahrhunderts|18./Anfang des 19. Jahrhunderts.
- Haus Nr. 48, Gehöft, erbaut im 19. Jahrhundert.

Alt-Fermersleben; Stadtteil Fermersleben; PLZ 39122
Vormals: Schönebecker Straße (bis 1912)
Die Straße führt durch den Ortskern des eingemeindeten Dorfes Fermersleben.
Institutionen, Bauwerke, Denkmäler:
- Haus Nr. 71, Martin-Gallus-Kirche, einzige Fachwerkkirche Magdeburgs, erbaut um 1200.
- Haus Nr. 80-80k, Wohnanlage Alt-Fermersleben, erbaut 1998.

Alt Ottersleben; Stadtteil Ottersleben; PLZ 39116
Vormals: Breite Straße
Die Straße führt durch den Ortskern des eingemeindeten Dorfes Ottersleben.
Institutionen, Bauwerke, Denkmäler:
- Haus Nr. 40/41, Bethge-Stift, von der Bauernfamilie Bethge gestiftetes ehemaliges Siechen- und Armenhaus der Gemeinde Groß Ottersleben, erbaut 1883.

Alt Prester; Stadtteil Prester; PLZ 39114
Die Straße führt durch den Ortskern des eingemeindeten Dorfes Prester. Den Namen erhielt die Straße 1931.
Institutionen, Bauwerke, Denkmäler:
- Haus Nr. 86, Immanuelkirche, 1997 zur Gaststätte umgebaute aus Bruchsteinen errichtete Kirche, erbaut 1832.
- Trafohaus, historisierendes an den Barock anknüpfendes technisches Gebäude, erbaut um 1920.
- Nr. 102, 1995 im Fachwerkstil errichtetes Hotel-Restaurant

Alt Salbke; Stadtteile Salbke und Westerhüsen; PLZ 39122
Vormals: Schönebecker Straße (bis 1912)
Die Straße führt durch den Ortskern des eingemeindeten Dorfes Salbke.
Institutionen, Bauwerke, Denkmäler:
- Haus Nr. 6 - 10, SKL-Werksgelände, Industriearchitektur zum Teil im Jugendstil, erbaut 1906 bis 1908 und 1938.
- Haus Nr. 11 - 13, RAW-Werksgelände, Industriearchitektur der ehemaligen Königlichen Eisenbahnhauptwerkstatt, erbaut ab 1892 und 1908/09.
- Salbker Wasserturm, diente der Wasserversorgung der Eisenbahnhauptwerkstatt, erbaut 1893/94
- Haus Nr. 80, Sankt-Gertraud-Kirche, evangelische Kirche, erbaut 1865.

Bekannte Personen die hier lebten:
- Karl Artelt, einer der Köpfe des Kieler Matrosenaufstandes wohnte um 1919 im Haus Nr. 93.

Alt Westerhüsen; Stadtteile Westerhüsen und Salbke; PLZ 39122
Vormals: Schönebecker Straße (bis 1912)
Die Straße führt durch den Ortskern des eingemeindeten Dorfes Westerhüsen.

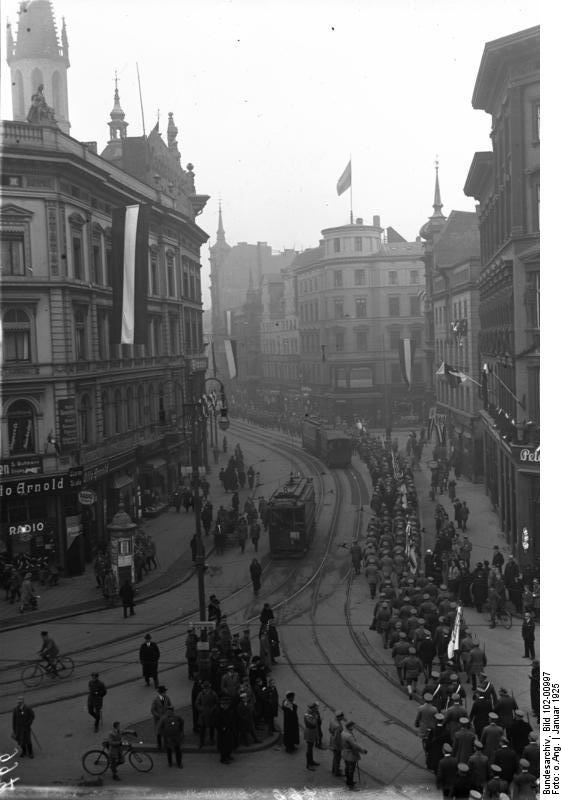
Alte Ulrichstraße, Blick von der Otto-von-Guericke-Straße nach Osten, 1927

Alte Ulrichstraße; Stadtteil Altstadt; PLZ 39104
Diese Straße war nach der an der nördlichen Straßenseite gelegenen St.-Ulrich-und-Levin-Kirche benannt. Der Zusatz "Alte" unterschied sie von der etwas nördlich gelegenen Neuen Ulrichstraße.
Die Straße verlief vom Breiten Weg in westlicher Richtung zur Prälatenstraße. Nach den schweren Zerstörungen des Zweiten Weltkrieges fand in der Zeit der DDR ein Wiederaufbau der Stadt statt, der sich nicht an die gewachsene Stadtstruktur hielt. So wurden die Ulrichskirche gesprengt. An der Stelle der Straße entstand eine Grünanlage. In der Zeit nach der politischen Wende von 1989 wurde der östliche Teil der Straße mit dem Einkaufszentrum Ulrichshaus überbaut. Der westlich davon entstandene Platz erhielt den Namen Ulrichplatz.
Altenhäuser Straße; Stadtteil Rothensee; PLZ 39126
Die Straße wurde 1994 nach dem in Sachsen-Anhalt, Landkreis Börde, gelegenen Dorf Altenhausen benannt. Auch einige Straßen der Nachbarschaft tragen Ortsnamen aus dieser Region.

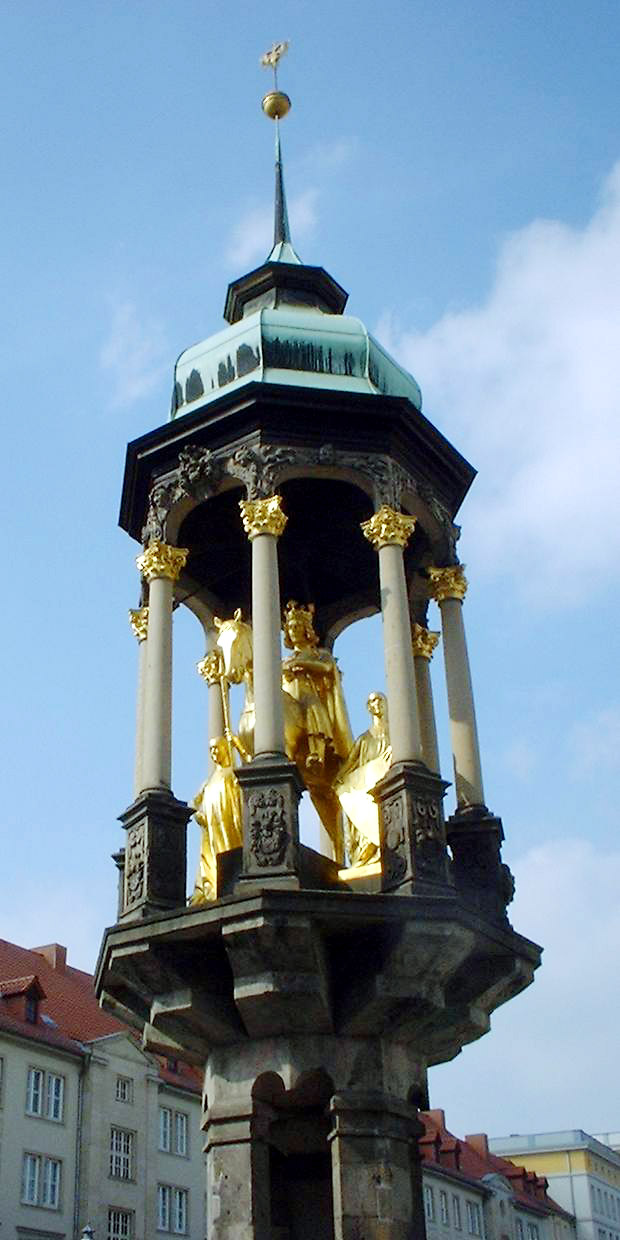
Magdeburger Reiter

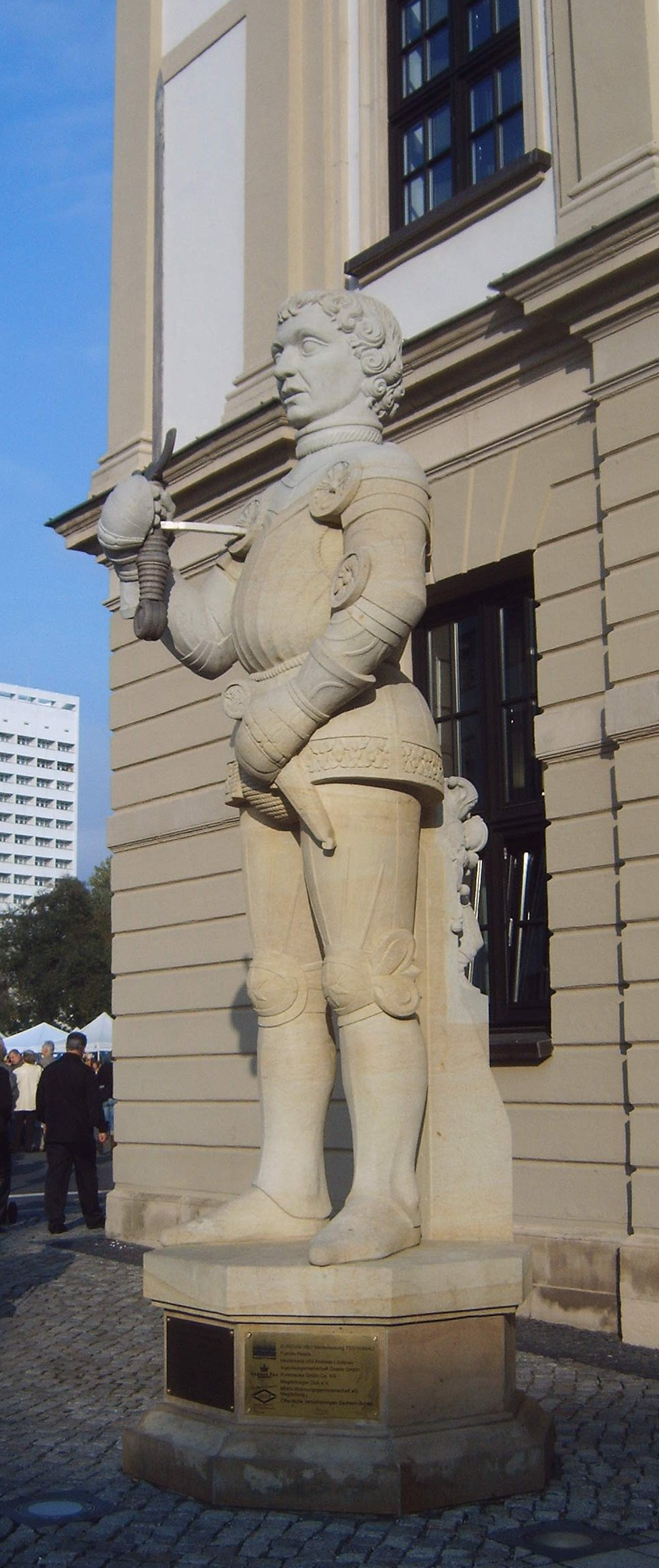
Magdeburger Roland

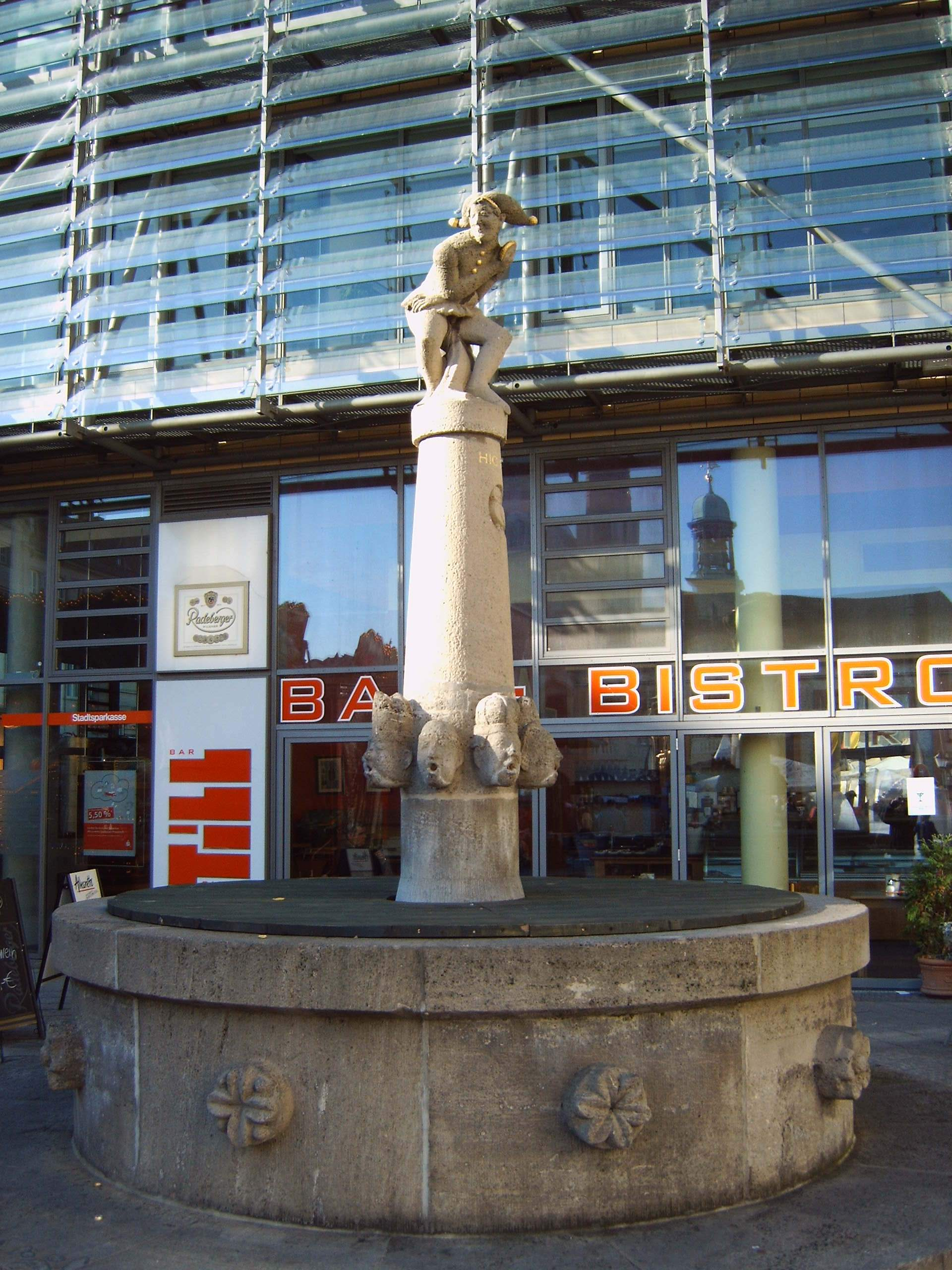
Eulenspiegelbrunnen

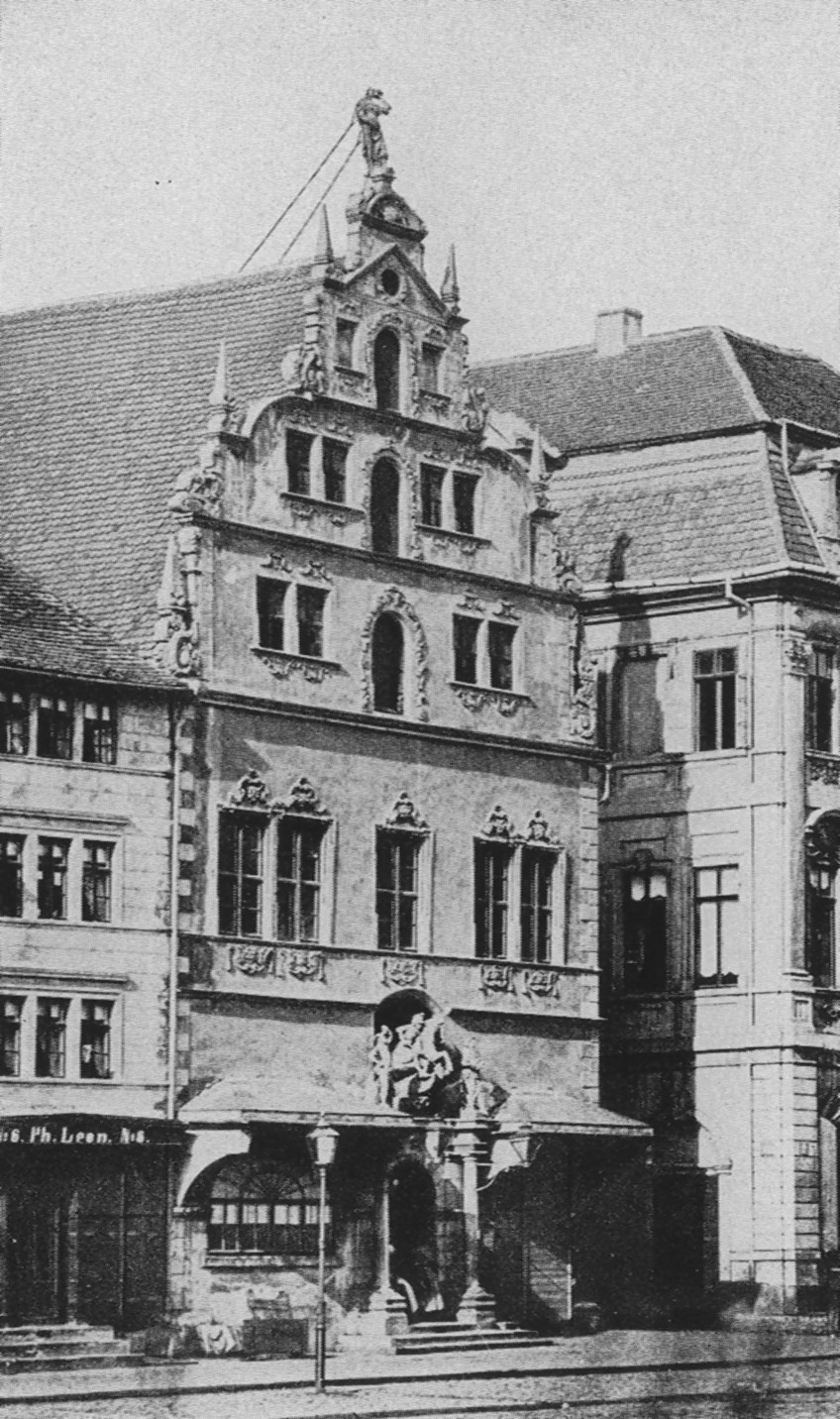
Magdeburger Börse

Alter Markt; Stadtteil Altstadt; PLZ 39104
Der Alte Markt war und ist der Marktplatz der Stadt Magdeburg. Er stellt den Kern der 965 erstmals erwähnten Kaufmannsansiedlung an dieser Stelle dar. Trotz der schweren Zerstörungen im Dreißigjährigen Krieg und im Zweiten Weltkrieg blieb die grundsätzliche Form des Platzes erhalten. Diese Form galt seit dem 12. Jahrhundert als Vorbild für die Gründung anderer Märkte nach Magdeburger Recht. Nach dem Zweiten Weltkrieg mussten fast alle Gebäude des Platzes vollständig neu errichtet werden.
Die Bezeichnung Alter wurde als Unterscheidung zum Neuen Markt, dem heutigen Domplatz, eingeführt und beibehalten. Erstmals wurde die Bezeichnung gegen Ende des 13. Jahrhunderts verwendet.
Institutionen/Bauwerke/Denkmäler:
- Haus Nr. 6, Magdeburger Rathaus, erbaut von 1691 bis 1698 von Heinrich Schmutze
- Gewölbekeller Buttergasse, ehemalige Verkaufshalle der Gerberinnung, erbaut ab der Mitte des 12. Jahrhunderts, heute Gaststätte
- Magdeburger Reiter
- Magdeburger Roland
- Eulenspiegelbrunnen

ehemalige Institutionen/Bauwerke/Denkmäler:
- Magdeburger Börse, bis zum Zweiten Weltkrieg im Haus Nr. 5 (damalige Nummerierung)
- Hirschsäule, bis 1631 vor dem Haus Alter Markt Nr. 14

Altes Fischerufer; Stadtteil Altstadt; PLZ 39104
Vormals: Unter dem fischer-Ufer (Im Plan Otto von Guerickes 1632)
Bis zur Zerstörung Magdeburgs im Dreißigjährigen Krieg lag diese Straße vor der Stadtmauer. Die Straße war im Wesentlichen durch eine Pforte vom Kirchhof des Augustinerklosters zu erreichen. Bei der Zerstörung Magdeburgs 1631 wurde diese Straße nicht zerstört, während die übrige Stadt weitgehend durch Feuer zerstört wurde. Mitte des 19. Jahrhunderts wurde in dieser Straße ein Personenbahnhof ("Magdeburger Fischerufer") angelegt.
Ursprünglich verlief die Straße vom Petriförder bis zur Lukasklause. Durch die Zerstörungen im Zweiten Weltkrieg und den späteren veränderten Aufbau, insbesondere der neu angelegten Hauptverkehrsstraße Schleinufer wurde die Straße in ihrem nördlichen und südlichen Abschnitt überbaut. Die ursprünglich parallel verlaufende Straße Neues Fischerufer verschwand vollständig.
Altmärker Privatstraße; Stadtteil Alte Neustadt; PLZ 39106
Diese seit 1938 bestehende Straße wurde nach der im Norden Sachsen-Anhalts liegenden Region Altmark benannt.
Alvenslebenstraße; Stadtteil Leipziger Straße; PLZ 39112
Heute:
- nördlicher Teil: Semmelweisstraße
- südlicher Teil: unbenannt, als öffentliche Straße aufgegeben

Der Straßenname erinnerte an das in der Region von Magdeburg über Jahrhunderte ansässige Adelsgeschlecht Alvensleben.
Alwin-Brandes-Straße; Stadtteil Cracau; PLZ 39114
Vormals:
- Windthorststraße
- Karl-Mohr-Straße (bis 1946)

Benannt nach dem Gewerkschaftsführer Alwin Brandes.
Bekannte Personen die hier lebten:
- Ernst Reuter, Oberbürgermeister und späterer Regierender Bürgermeister von Berlin lebte hier Anfang der 1930er Jahre im Haus Nr. 7 der damaligen Windthorststraße.

Am Akazienbusch; Stadtteil Lemsdorf; PLZ 39118
Die Siedlung entstand in der Form der modernen Architektur der 1920er Jahre und wurde vom Magdeburger Architekten Willy Zabel 1926/1927 im Auftrag des Vereins Wohlfahrt e. V. Magdeburg errichtet. Die in den Jahren 1927/1928 am südlichen Ende der Straße für den Verein errichteten Gebäude für Verwaltung und Lehrlingswerkstätten wurden 1933 zunächst zu Wohnzwecken umgebaut. 1942 erfolgte ein weiterer Umbau zu einem Kriegsgefangenenlager.
Am Alten Brücktor; Stadtteil Altstadt; PLZ 39104
Vormals: vor dem bruggedor/Vor dem Brücktor (von 1523 bis 1861)
Heute: unbenannt
Diese Straße befand sich etwas südlich der heutigen Neuen Strombrücke etwa dort, wo sich heute die Zufahrt zu den Parkdecks des Einkaufszentrums Allee-Center befindet. Bis 1861 führte von hier die Strombrücke über die Elbe. Der Übergang war im Zuge der Stadtmauer durch das Brücktor, auch Elbtor genannte, Stadttor gesichert, worauf sich die Straßenbezeichnung bezieht. Mit dem Bau einer neuen Strombrücke 1861 und der Errichtung eines neuen Brücktores, wurde der Straßenbezeichnung das Wort alt beigefügt. Nach den Zerstörungen des Zweiten Weltkrieges und dem sich nicht an die gewachsene Stadtstruktur haltenden Wiederaufbau entstand an der Stelle der Straße zunächst eine Grünanlage. Nach dem Ende der DDR entstand an der Stelle eine Zufahrt zum Parkdeck eines innerstädtischen Einkaufszentrums. Eine Benennung blieb jedoch aus.
Am Alten Theater; Stadtteil Altstadt; PLZ 39104
Vormals: Viktoriastraße
Südlich dieser Straße befand sich bis zur Zerstörung im Zweiten Weltkrieg das Stadttheater Magdeburg. Nach dem Krieg war das vorher dicht bebaute Gebiet in eine Grünanlage umgestaltet worden. Nach dem Ende der DDR wurde das Gelände neu bebaut. Die dabei an alter Stelle neu entstehende Straße erhielt ihren Namen in Erinnerung an das ursprünglich hier befindliche Theater.

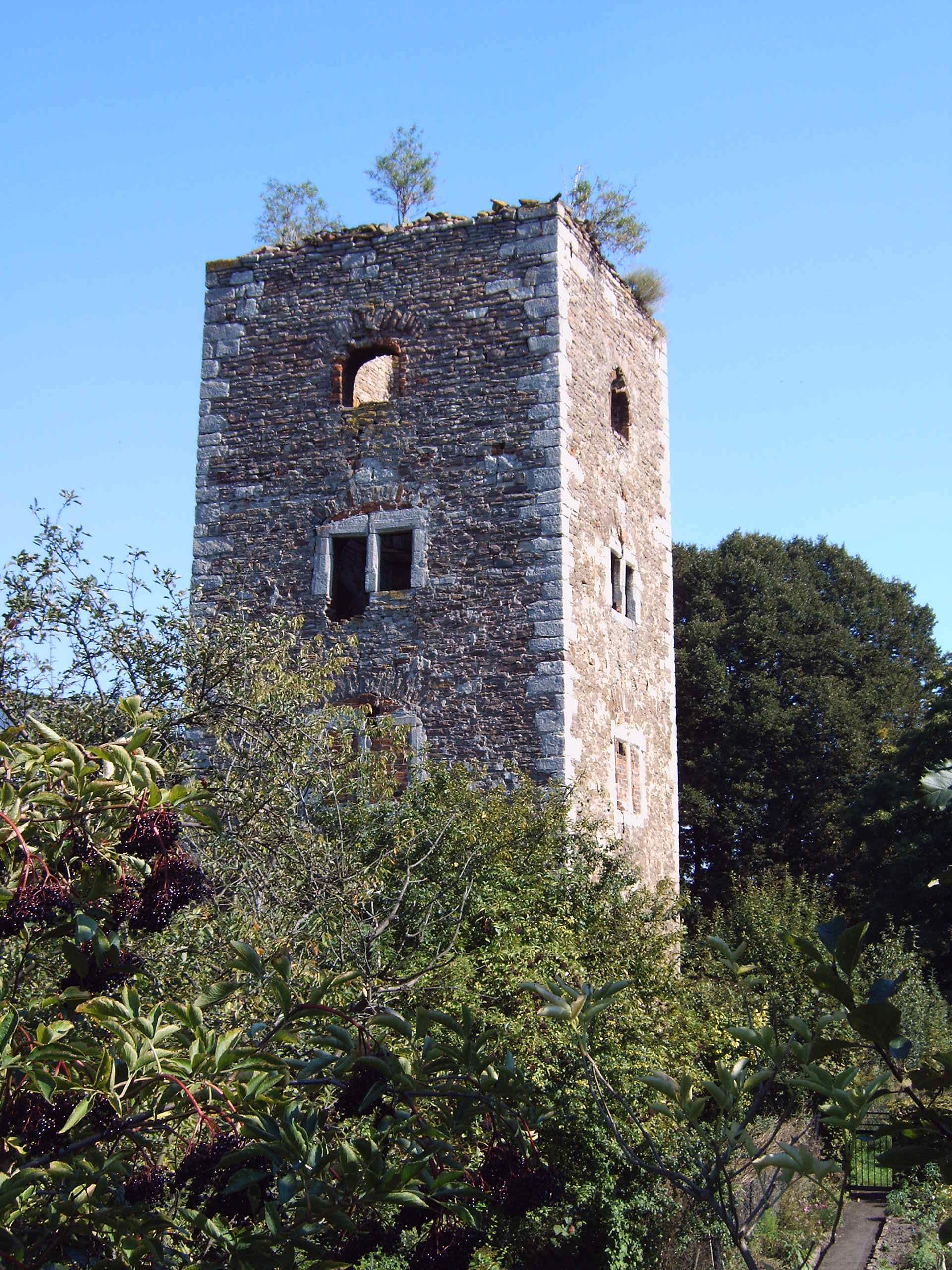
Wohnturm Benneckenbeck

Am Alten Turm; Stadtteil Ottersleben; PLZ 39116
Der Name der Straße rührt von dem dort befindlichen Wohnturm Benneckenbeck her, der um 1500 als Wohnturm errichtet wurde. Bis 1945 wurde der Turm genutzt. Dann brannte jedoch aufgrund eines Blitzeinschlags der Dachstuhl aus. Der Turm ist daher derzeit eine Ruine. Es bestehen jedoch Bestrebungen ihn zu erhalten und wieder nutzbar zu machen.
Institutionen/Bauwerke/Denkmäler:
- Haus Nr. 2, Wohnturm Benneckenbeck, erbaut ca. 1500.

Am Bäckerstieg; Stadtteil Ottersleben; PLZ 39116
Zwischen Halberstädter Chaussee und Amtsgartenstraße verlief ein kleiner Fußweg. Diesen Durchgang nutzten die Bewohner, um zu einer Bäckerei zu gelangen, die sich über einen längeren Zeitraum dort befand. Lange Zeit war der Weg für den Bäcker der kürzeste Weg zur Wasserschöpfstelle an der Quelle. Für diesen Weg hatte sich die Bezeichnung Bäckerstieg (auch Bäckersteig oder Bäckersteg) eingebürgert. Beim Bau einer benachbarten neuen Eigenheimsiedlung machte sich die Benennung der neuen Erschließungsstraße erforderlich. Um die lokale Bezeichnung zu erhalten, schlug der Bürgerverein "Bürger für Ottersleben e. V." vor, die Bezeichnung "Am Bäckerstieg" zu verwenden. Dem Vorschlag folgte der Stadtrat mit Beschluss vom 13. Juni 2002.
Am Biederitzer Busch; Stadtteil Berliner Chaussee; PLZ 39114
Diese Straße wurde 1988 nach dem in der Nähe befindlichen Waldgebiet Biederitzer Busch benannt.
Am Birnengarten; Stadtteil Ottersleben; PLZ 39116
Diese seit 1994 bestehende Straße entstand auf dem Gelände einer ehemaligen Obstplantage zu der sehr viele Birnbäume gehörten. Hieraus wurde der Name abgeleitet.
Am Bördegarten; Stadtteil Nordwest; PLZ 39128
Diese seit 1995 bestehende Straße wurde nach dem angrenzenden Park Bördegarten benannt, der jedoch im Jahr 2004 auf Wunsch eines Einkaufszentrumbetreibers in Florapark umbenannt wurde.
Am Brellin; Stadtteil Cracau; PLZ 39114
Die Bezeichnung Brellin soll Sumpf bedeuten. Sumpfwiesen begannen im Bereich der heutigen Babelsberger Straße Nr. 10 und 12, führten über die heutige Simonstraße in Höhe der Nr. 14 bis 16, weiter über den Bereich Am Brellin bis zu einem Kolk am Elb-Damm in der Verlängerung der Potsdamer Straße.
Am Brückbusch; Stadtteil Pechau; PLZ 39114
Die Benennung der Straße soll durch Beschluss des Stadtrates vom 14. Juli 1997 erfolgt sein. Die Namensgebung nimmt Bezug auf ein in der Nähe befindliches Flurstück Brückbusch.
Am Brunnen; Stadtteil Ottersleben; PLZ 39116
Vormals: Mittelstraße
Diese Straße dürfte nach einem hier, in der Ortsmitte des Dorfes Benneckenbeck, ursprünglich einmal befindlichen Brunnen benannt worden sein.
Am Buckauer Tor; Stadtteil Altstadt; PLZ 39104
Vormals: Am Sudenburger Tor bis 1927 (deren östlicher Teil)
An dieser Stelle befand sich das Tor in den Festungsanlagen der Stadt Magdeburg in Richtung des Ortes Buckau, das Buckauer Tor. Die Straße gehörte ursprünglich zur Straße Am Sudenburger Tor. Erst lange nach der Aufhebung der Festung im Jahr 1912 wurde sie nach dem Buckauer Tor benannt.

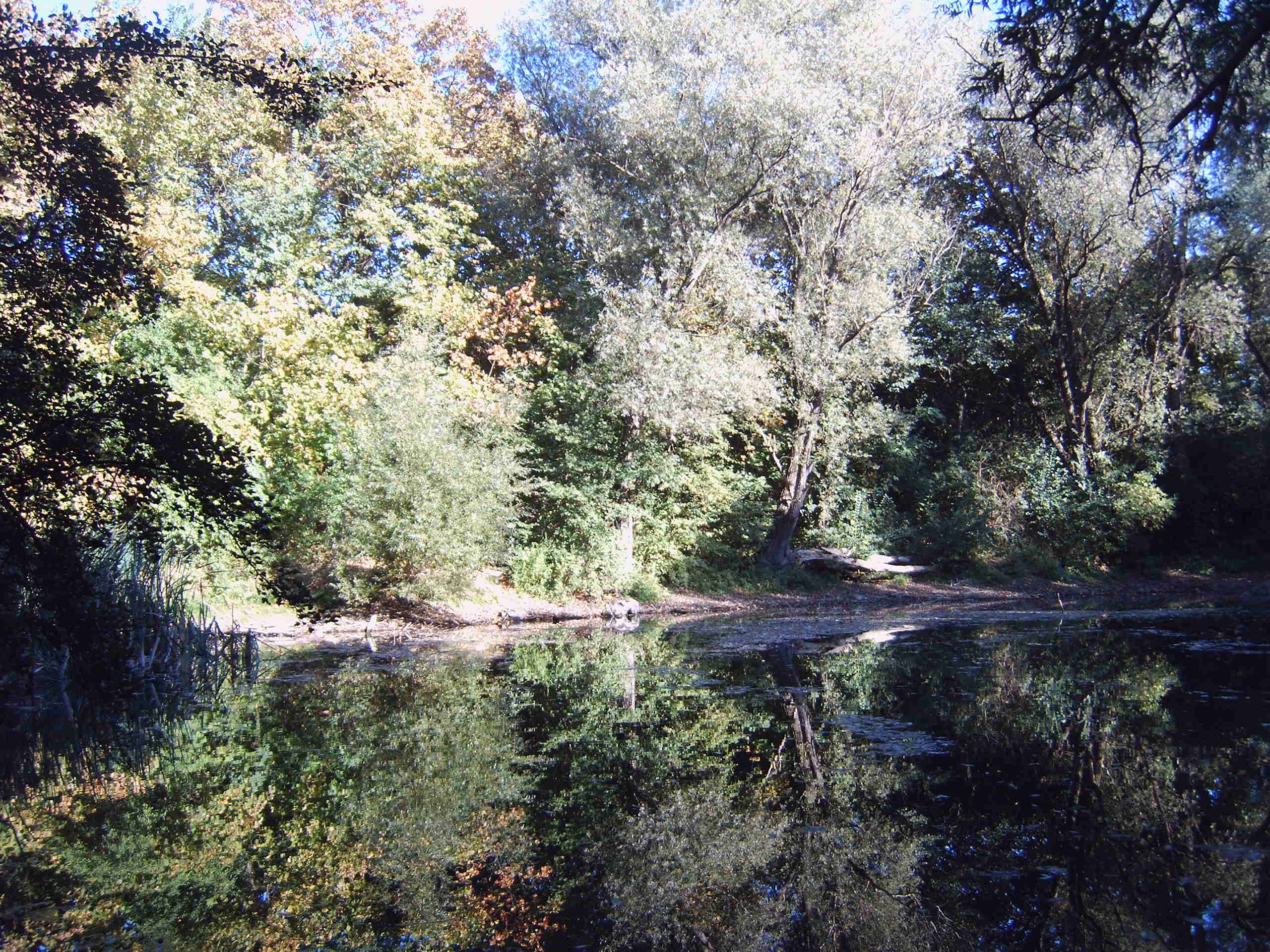
Benneckenbecker Steinbruch

Am Busch; Stadtteil Reform; PLZ 39118
 ?
Institutionen, Bauwerke, Denkmäler:
- Benneckenbecker Steinbruch, ehemaliger jetzt mit Wasser gefüllter Steinbruch.

Am Buttersteig; Stadtteil Cracau; PLZ 39114
Der Name der Straße rührt daher, das sie sich in unmittelbarer Nähe der durch Cracau führenden Straße Buttersteig (der heutigen Cracauer Straße) befindet.
Am Charlottentor; Stadtteile Brückfeld und Cracau; PLZ 39114
Vormals: Artilleriestraße (bis 1946)
Mit dem Bau der neuen Berliner Chaussee wurde in die hier befindliche Schanze "Prinzeß Charlotte" 1818 das Charlottentor als östlicher Festungsausgang eingefügt, nachdem die Straße dann später benannt wurde. Zuvor bestand nur ein Ausgang nach Süden durch das Cracauer Tor in Richtung Cracau. Benannt war dieses Tor möglicherweise nach der Prinzessin Sophie Charlotte von Mecklenburg-Strelitz, die durch Heirat Königin von Großbritannien geworden war.
ehemalige Institutionen, Bauwerke, Denkmäler:
- Haus Nr. 12, Wohnhaus (dreigeschossig), es war das letzte Gebäude, welches die ehemalige Bebauungsart des Stadtteils zeigte, erbaut 1865, abgerissen ca. 2001.

Am Costerberg; Stadtteil Ottersleben; PLZ 39116
Vormals: Holzweg (bis 1952, dann bis 1995 unbenannt)
Die Straße in ihrer heutigen Form entstand 1995 und wurde nach der in der Nähe befindlichen Bodenerhebung Costerberg benannt. Der Name dieses Hügels könnte unter Umständen auf die Nutzung durch einen Küster zurückgehen. Ursprünglich bildete die Straße gemeinsam mit der Straße An der Wanzleber Chaussee den Holzweg. Mit der Eingemeindung Otterslebens nach Magdeburg wurde die Benennung der sich eher als Feldweg darstellende Straße aufgegeben, da es im Stadtgebiet bereits eine gleichnamige Straße gab.
Am Cracauer Tor; Stadtteil Cracau; PLZ 39114
Aus der hier liegenden und von 1718 bis 1721 erneuerten Turmschanze führte nach Süden das Cracauer Tor in Richtung Cracau.
Am Deichfeld; Stadtteil Leipziger Straße; PLZ 39112
Die Straße trägt bereits seit ihrer Entstehung 1925 den Namen "Am Deichfeld". Der Name geht auf die Bezeichnung eines hier befindlichen Flurstücks zurück, welches bereits 1838 auf einer Karte so bezeichnet wurde. Es wird vermutet, dass der Name auf einen hier einmal befindlichen Deich zurückgeht. Der Deich diente möglicherweise dem Hochwasserschutz gegen die in der Nähe befindliche Klinke.
Am Deichwall; Stadtteil Rothensee; PLZ 39126
Diese Straße entstand im Jahr 1937. Den Namen erhielt sie 1938 nach einem in der Nähe befindlichen Flurstück, welches wohl nach Deichanlagen an der Elbe benannt worden war.
Am Denkmal; Stadtteil Diesdorf; PLZ 39110
Vormals: Lindenplatz (bis 1908)
An der Straße befindet sich das alte Diesdorfer Kriegerdenkmal. Auf ihm wird (namentlich) den Diesdorfern gedacht, die in Kriegen in der zweiten Hälfte des 19. Jahrhunderts (insbesondere dem Deutsch-Französischen Krieg 1870/1871) und später im Ersten Weltkrieg umkamen.
Institutionen/Bauwerke/Denkmäler:
- Haus Nr. 5, Sankt-Eustachius-und-Agathe-Kirche, evangelische Kirche, erbaut um 1350.
- Kriegerdenkmal, erbaut 1902 zum Gedenken an die Diesdorfer Opfer der Kriege von 1866 und 1870/1871. Am 1. Juli 1934 wurde es um die Opfer des Ersten Weltkrieges ergänzt.

Am Dom; Stadtteil Altstadt; PLZ 39104
Vormals: Domstraße (bis 1899, deren östlicher Teil)
Die Straße führt direkt südlich am Magdeburger Dom entlang und trägt daher diesen Namen. Bis 1899 gehörte sie zur Domstraße (siehe dort) und war deren östliche Teil. Im Zuge der Umgestaltung des Gebiets nach der Stadterweiterung Ende des 19. Jahrhunderts, erhielt dieser Straßenteil eine eigene Benennung.
Am Dorfteich; Stadtteil Ottersleben; PLZ 39116
Vormals: Teichstraße
Die 1811 entstandene und 1850 gepflasterte Straße wurde nach dem in der Nähe gelegenen Dorfteich des Dorfes Groß-Ottersleben benannt.
Am Eckardtshof; Stadtteile Ottersleben und Beyendorfer Grund; PLZ 39116
Vormals: Osterweddinger Straße (deren südlicher Teil) (bis 2006)
Die Straße wurde mit Beschluss des Stadtrates vom 1. Juni 2006 umbenannt. Durch den Bau des Magdeburger Rings war die Osterweddinger Straße in den 1970er Jahren in zwei nicht miteinander verbundene Teile getrennt worden. Mit Beschluss des Stadtrates vom 6. Dezember 2001 war festgelegt worden, dass solche Situationen nach Möglichkeit behoben werden sollten, um etwaige Irrfahrten insbesondere von Rettungskräften zu vermeiden. Der südliche Abschnitt der Osterweddinger Straße diente nur noch als Zufahrt zum sogenannten Eckardtshof, einem Wohnanwesen, das an der ehemaligen Ausfallstraße nach Osterweddingen liegt. Daher wurde er neu benannt. Der einzige Anlieger gab vorab seine Zustimmung zur Umbenennung.
Am Eulegraben; Stadtteil Lemsdorf; PLZ 39118
Die Straße ist seit 1933 nach dem am südlichen Straßenende verlaufenden Bach Eulegraben benannt. Der Bau der Straße begann im Jahr 1932 auf einer Ackerfläche nahe dem alten Ortsrand von Lemsdorf. Mit Schreiben des städtischen Wohlfahrtsamtes an die städtische Baupolizei vom 11. Oktober 1932 wurde diese Siedlung als städtisches Bauvorhaben mitgeteilt. Als Name der 34 Siedlerstellen umfassenden Anlage wurde zunächst Lemsdorf II genutzt. Dies in Anlehnung an das bereits zuvor begonnene ähnlich gelagerte Bauvorhaben Lemsdorf I (Kreuzbreite). Bei den Siedlungen handelte es sich um Modellprojekte der Stadt mit dem Ziel eines sozialen Wohnungsbaus. Der Bau wurde durch arbeitslose spätere Bewohner der Häuser und arbeitslose Maurerlehrlinge ausgeführt, die sonst ihre Lehre nicht hätten beenden können.
Am Fischertor; Stadtteil Ottersleben; PLZ 39116
Vormals: Fabrikstraße
Diese Straße ist nach einem Tor in der ehemals den Ort Ottersleben umgebenden Mauer benannt. Diese Befestigungsanlage bestand vermutlich schon im 10. Jahrhundert. 5 Tore führten durch die Mauer. Über kleine Brücken konnte der davor befindliche Graben überwunden werden. Die Anlagen bestanden zumindest bis um 1739. Eines dieser Tore war das Fischertor, welches zuvor auch als Western- oder Brautor bezeichnet worden war. Das Tor befand sich nach Angabe des Heimatforschers Christian Peicke ungefähr an der Kreuzung der heutigen Straßen Am Dorfteich, Karlstraße und Am Fischertor. Die östliche Seite der Straße Am Fischertor stellte ursprünglich die Ortsgrenze Otterslebens dar.
Am Fort; Stadtteil Fermersleben; PLZ 39122
Vormals:
- Am Fort
- Hermann-Gieseler-Straße

Hier befand sich das Fort I des ab 1866 angelegten Fortgürtels der Festung Magdeburg. Die Straße selbst entstand 1927.
Am Freiheitsplatz; Stadtteil Alt Olvenstedt; PLZ 39130
Vormals:
- Wilhelmsplatz
- Heldenplatz

Dieser Platz wurde nach dem Zweiten Weltkrieg umbenannt. Wieso es zu der Bezeichnung Freiheit kam, ist unklar. Es wird spekuliert gemeint sei die Befreiung vom Faschismus durch die Rote Armee. In Olvenstedt rückten im April 1945 jedoch zunächst US-amerikanische Truppen ein.
Institutionen/Bauwerke/Denkmäler:
- Haus Nr. 1, Gehöft, erbaut im Stil der Neorenaissance in den Jahren 1841, 1860 und 1906.

Am Freihof; Stadtteil Alt Olvenstedt; PLZ 39130
Der Name der Straße geht auf eine alte Flurbezeichnung zurück. In einer alten Ortschronik Olvenstedts wird berichtet, dass das Erzbistum Magdeburg einer Person namens Osulfsdidi Land im Bereich des heutigen Ortes geschenkt hätte, mit der Auflage es urbar zu machen. Zugleich wurde ihm der Zehnt erlassen. Daher soll der Hof den Namen freier Hof getragen haben, woraus sich die Bezeichnung Freihof erhalten habe. Im Mittelalter war die Bezeichnung Freihof für Höfe mit einem bestimmten Privileg gebräuchlich.
Am Fuchsberg; Stadtteil Leipziger Straße; PLZ 39112
Diese Straße wurde im Jahr 1887 nach einem in der Nähe befindlichen Flurstück Fuchsberg benannt. Die Flurbezeichnung Fuchs wurde häufiger für Flurstücke genutzt, die sich weit vom Dorf entfernt oder etwas höher gelegen befanden. Es wurden jedoch auch Äcker mit gelben Sandboden so bezeichnet.
Am Grenzweg; Stadtteil Neu Olvenstedt; PLZ 39130
Heute: ?
Der Name der Straße, die ursprünglich zu Alt Olvenstedt gehörte, dürfte auf einer räumlichen Nähe zur Straße Grenzweg beruht haben.
Am Großen Silberberg; Stadtteil Großer Silberberg; PLZ 39130
Benannt wurde diese 1993 entstandene Straße nach der in einiger Entfernung gelegenen Kuppe Großer Silberberg.
Institutionen/Bauwerke/Denkmäler:
- Haus Nr. 3, Niederlassung von Mercedes-Benz, erbaut von 1993 bis 1994.

Am Großen Stadtmarsch; Stadtteil Herrenkrug; PLZ 39114
Später: General-Ludendorff-Straße
Heute: Breitscheidstraße
 ?
Am Gutshof; Stadtteil Neue Neustadt; PLZ 39124
Heute: Reichelstraße
 ?
Am Hammelberg; Stadtteile Berliner Chaussee und Brückfeld; PLZ 39114
Diese 1936 eingeweihte Straße wurde nach einem benachbarten Flurstück namens Hammelberg benannt. Bis etwa 1900 wurde dieses Gelände vom Gut Königsborn als Weide für Kühe und Schafe genutzt. Daher soll die Bezeichnung Hammelberg rühren, die der Straße den Namen gab.
Am Hammelberg Weg 1; Stadtteil Berliner Chaussee; PLZ 39114
Diese 1936 eingeweihte Straße wurde nach einem benachbarten Flurstück namens Hammelberg benannt. Bis etwa 1900 wurde dieses Gelände vom Gut Königsborn als Weide für Kühe und Schafe genutzt. Daher soll die Bezeichnung Hammelberg rühren, die der Straße den Namen gab.
Am Hammelberg Weg 2; Stadtteil Berliner Chaussee; PLZ 39114
Diese 1936 eingeweihte Straße wurde nach einem benachbarten Flurstück namens Hammelberg benannt. Bis etwa 1900 wurde dieses Gelände vom Gut Königsborn als Weide für Kühe und Schafe genutzt. Daher soll die Bezeichnung Hammelberg rühren, die der Straße den Namen gab.
Am Hansehafen; Stadtteil Gewerbegebiet Nord; PLZ 39126
Die 1993 gebaute Straße wurde nach dem in der direkten Nachbarschaft geplanten und seit 2004 im Bau befindlichen Hansehafen Magdeburg benannt.
Am Holländer; Stadtteil Diesdorf; PLZ 39110
Vormals: Mühlenstraße (bis 1926)
Der Name der Straße geht auf eine Holländerwindmühle zurück. Diese befand sich am Ende der Straße, wohl auf der nördlichen Seite. Auf einer um das Jahr 1700 entstandenen Ansicht Diesdorfs ist diese Mühle bereits verzeichnet. Im Zuge der Eingemeindung Diesdorfs nach Magdeburg wurde die Straße umbenannt, um die Vergabe doppelter Straßennamen in der Stadt zu vermeiden.
Am Hopfengarten; Stadtteile Hopfengarten, Fermersleben und Salbke; PLZ 39120, 39122
Vormals: Ottersleber Weg (bis 1918)
Heute: Friedrich-List-Straße (östlicher Teil der Straße in den Stadtteilen Fermersleben und Salbke)
Der Name Hopfen findet in dieser Gegend Verwendung, da das Gebiet über mehrere Jahrhunderte einem Kloster als Hopfenanbaugebiet für die Klosterbrauerei diente. Noch heute trifft man in den Gärten regelmäßig wilden Hopfen an.
Am Hügel; Stadtteil Ottersleben; PLZ 39116
Die Straße befindet sich auf einer kleinen Bodenerhebung und führt daher leicht bergauf. An ihrem Ende befand sich einmal eine Mühle. Möglicherweise rührt aus dieser örtlichen Lage an einem Hügel der Name.
Am Hünenkeller; Stadtteil Westerhüsen; PLZ 39122
Der Name der Straße geht auf eine Flurbezeichnung Auf dem Hünenkeller für ein Gebiet südwestlich des Bahnhofs Magdeburg Südost zurück. Diese dürfte sich auf ein Hügelgrab beziehen, welches früher in diesem Bereich bestand. Zuletzt erwähnt wurde das Grab in einem Bericht von 1725. Danach muss es zerstört worden sein. Vermutlich wurden die Steine als Baumaterial entnommen und so die Anlage zerstört. Viele der prähistorischen Städten verschwanden auf diese Weise.
Am Kanal; Stadtteil Pechau; PLZ 39114
Diese Straße liegt direkt am Elbe-Umflutkanal und überquert diesen.
Am Kaufhof; Stadtteil Altstadt; PLZ 39104
Heute: unbenannt
Diese Straße befand sich in der Nähe der Elbe etwas südlich des heutigen Petriförder und verlief zwischen der Werftstraße (heute in etwa Schleinufer) und der Straße Holzhof (heute in etwa Elbuferpromenade). Südlich der Straße befand sich ein großes Barockgebäude, der Alte Packhof. Vormals wurde dieser Bau auch als Kaufhof bezeichnet, woraus der Name der Straße resultiert. Im Zuge des sich nicht an die gewachsene Stadtruktur haltenden Wiederaufbaus der Stadt nach den Zerstörungen im Zweiten Weltkrieg verschwand diese Straße.
Am Kiebitzpfuhl; Stadtteil Nordwest; PLZ 39128
Heute: Distelweg (östliches Teilstück/Gartensparte)
Diese Straße wurde nach der alten in der Gegend bestehenden Flurbezeichnung Kibitzphul benannt. Diese Bezeichnung besteht in diesem Bereich schon auf Karten um 1838.
Am Kirschberg; Stadtteil Beyendorf-Sohlen; PLZ 39122
 ?
Am Kleinen Silberberg; Stadtteil Neustädter Feld; PLZ 39128
Die Straße wurde 1980 nach der in der Nähe befindlichen Erhebung Kleiner Silberberg benannt.
Am Klosterfeld; Stadtteil Fermersleben; PLZ 39122
Diese Straße wurde 1927 aufgrund einer in der Nähe bestehenden Flurbezeichnung benannt. Bereits auf Karten um 1838 besteht in diesem Bereich eine solche Bezeichnung. Es ist davon auszugehen, das dieses Gebiet ursprünglich einem Kloster gehörte.
Am Krähenberg; Stadtteile Neustädter See und Neue Neustadt; PLZ 39126
Vormals: Am Krähenberge
Diese Straße ist seit 1925 nach der in der Nähe bestehenden Flurbezeichnung Krähenberg benannt. Die Herkunft der Flurbezeichnung ist unbekannt, möglicherweise bestand hier ein Sammelplatz von Krähen.
Am Krähenberge; Stadtteile Neustädter See und Neue Neustadt; PLZ 39126
Heute: Am Krähenberg (nördlicher Teil)
Diese Straße verlief von der Barleber Straße, weitgehend parallel zu dieser, zur Klosterwuhne. Durch die in der Zeit der DDR erfolgende Bebauung des Gebietes mit dem neuen Wohngebiet Neustädter See wurde diese Straße fast vollständig überbaut. Im nördlichen Teil ist ein kleines Stück des ursprünglichen Straßenverlaufs erhalten, die heutige Straße Am Krähenberg.
Am Krökentor; Stadtteil Altstadt; PLZ 39104
Vormals: Sackstraße
Diese Straße ist seit 1902 nach einem ursprünglich in der Nähe befindlichen Stadttor, dem Krökentor, benannt.
Institutionen/Bauwerke/Denkmäler:
- Haus Nr. 1a – 3, Schulkomplex, heute als Berufsbildende Schule III (Elektrotechnik) genutzt, erbaut von 1902 bis 1907

Am Krug; Stadtteil Salbke; PLZ 39122
Der Name der Straße dürfte wohl auf einen hier ursprünglich befindlichen Gasthof hinweisen. Im Jahr 1913 wird im Adressbuch unter der Nr. 4 auch eine Gaststätte erwähnt.
Am Kuhanger; Stadtteil Salbke; PLZ 39122
 ?
Am Mittellandkanal; Stadtteil Barleber See; PLZ 39126
Die Straße verläuft parallel zum Mittellandkanal.
Am Mittelteich; Stadtteil Pechau; PLZ 39114
Diese Straße wurde 1997 nach dem in der Nähe befindlichen Gewässer Mittelteich benannt.
Am Mühlberg; Stadtteil Cracau; PLZ 39114
Die Straße befindet sich an einer Erhebung auf der sich in der Vergangenheit eine Windmühle befand. Um 1800 stand sie im Eigentum eines Johann Andreas Brennecke.
Am Mühlenfeld; Stadtteil Prester; PLZ 39114
 ?
Am Neuber; Stadtteil Diesdorf; PLZ 39110
Die seit 1927 für diese Straße bestehende Bezeichnung Neuber geht vermutlich auf die Standesbezeichnung Neubauer zurück, so dass möglicherweise in der Nähe der Straße ein oder mehrere Neubauern siedelten.
Am Neustädter Feld; Stadtteile Neue Neustadt und Nordwest; PLZ 39124 und 39128
Vormals: Eupener Straße (bis 1946)
Diese Straße verläuft durch das historische westliche Vorfeld der Magdeburger Neustadt, dem Neustädter Feld. Auf dem ursprünglich landwirtschaftlich genutzten Gebiet entstand später der Magdeburger Stadtteil Neustädter Feld, der nördlich der Straße liegt.
Am Nordenfeld; Stadtteile Lemsdorf und Ottersleben; PLZ 39118 und 39116
Vormals: Königsweg
Der Name der Straße geht auf die in dieser Gegend bestehende Flurbezeichnung Nordenfeld zurück. Dieser alte Flurname ist bereits auf Karten aus dem Jahr 1838 (Das Norden Feld) für diese nördlichste Ackerfläche der Gemarkung Ottersleben enthalten.
Am Pfahlberg; Stadtteil Sülzegrund; PLZ 39128
Diese seit 1996 bestehende Straße ist nach dem hier ursprünglich bestehenden Großsteingrab Pfahlberg benannt.
Am Pfändetor; Stadtteil Alt Olvenstedt; PLZ 39130
 ?
Am Polderdeich; Stadtteil Neue Neustadt; PLZ 39124
Die 1908 bebaute Straße wurde nach einem in der Nähe befindlichen Deich eines Polders benannt, der bereits auf Karten aus dem Jahr 1838 verzeichnet ist.
Am Polderdeich Seitenweg; Stadtteil Neue Neustadt; PLZ 39124
Diese Straße zweigt von der Straße Am Polderdeich ab
Am Rosenbusch; Stadtteil Neustädter See; PLZ 39126
Die Benennung der Straße geht möglicherweise auf die benachbarte Kleingartenanlage Am Rosenbusch zurück.
Am Schäferbrunnen; Stadtteile Nordwest und Neustädter Feld; PLZ 39128
Die Straße entstand im Jahr 1935.
Am Schöppensteg; Stadtteile Neustädter See, Neue Neustadt und Rothensee; PLZ 39126 und 39124
Diese Straße wurde nach der benachbarten Straße Schöppensteg benannt. Der Straßenname Am Schöppensteg wird erstmals im Adressbuch der Stadt Magdeburg von 1911 aufgeführt.
Am Schraderhof; Stadtteil Ottersleben; PLZ 39116
Die Straße wurde 1995 im Zusammenhang mit der Errichtung eines neuen Wohngebietes benannt. Der Name lehnt sich an eine hier ursprünglich einmal befindliche Obstversuchsstation eines Willi Schrader an. Die Geschichte dieses Schraderhofes begann 1898, als der Magdeburger Kaufmann Theodor Franke nördlich von Groß Ottersleben in der Nähe von Villen eine Obstgärtnerei gründete. Neben Obstbau und Baumschule beschäftigte man sich auch mit Zierpflanzen und vor allem Orchideen. Ab 1904 war Willi Schrader im Betrieb tätig. Wohl bedingt durch die aufwendige Orchideensparte meldete das Unternehmen 1913 Konkurs an. Schrader pachtete aus der Konkursmasse den Obstanbau und übernahm 1919 noch die restlichen Teile. Die Zierpflanzenproduktion und die Baumschule stellte er jedoch ein und spezialisierte das Unternehmen auf den Obstanbau. Schrader blieb ohne Kinder. Er brachte den Betrieb daher 1938 in eine von ihm gegründete Stiftung ein, die er am 1. Januar 1939 der Martin-Luther-Universität Halle-Wittenberg übertrug. Der Betrieb erhielt eine Versuchsstation. Es erfolgten wissenschaftliche Untersuchungen und die Prüfung neuer Obstsorten. Bekannt wurden die Aprikosensorte Marena und die Aprikosenunterlage Hindu. In der Zeit der DDR wurde der Schraderhof dem VEB Baumschulen Ottersleben angegliedert. Nach dem Ende der DDR wurde der Betrieb an diesem Standort aufgegeben. Auf dem Gelände der Versuchsstation entstand das neue Wohngebiet Frankefelde.
Am Schroteanger; Stadtteil Stadtfeld West; PLZ 39110
Die seit 1924 bestehende Straße folgt dem Verlauf der Schrote, einem kleinen Nebenfluss der Elbe. Ursprünglich könne sich hier ein Anger, ein Weideplatz, befunden haben.
Bekannte Personen die hier lebten:
- Hermann Prübenau, Abgeordneter im ersten Landtag von Sachsen-Anhalt wohnte Am Schroteanger 54.

Am Schweineanger; Stadtteil Salbke; PLZ 39122
Der Name der Straße geht auf einen in der Gegend bestehenden Flurnamen zurück. Es ist anzunehmen, dass sich hier einmal ein Anger bestand, auf welchem vor allem Schweine gehalten wurden.
Am See; Stadtteil Pechau; PLZ 39114
Die Straße verläuft entlang des Pechauer Sees.
Institutionen/Bauwerke/Denkmäler:
- Sankt-Thomas-Kirche, evangelische Kirche, erbaut von 1221

Am Seeufer; Stadtteil Neustädter See; PLZ 39126
Diese Straße liegt am westlichen Ufer des Neustädter Sees. 1975 beschloss die Magdeburger Stadtverordnetenversammlung den Namen dieser in einem seit 1973 entstehenden Neubaugebiet geplanten Straße, die 1978 öffentlich gewidmet wurde.
Am Siel; Stadtteil Pechau; PLZ 39114
Benannt nach dem an der Straße befindlichen Siel, welches im Herbst 1905 fertiggestellt wurde. Es wurde erstmals im März 1906 während des Hochwassers geschlossen. Seine Lage ermöglicht die Entwässerung der Polder bereits dann, wenn das Pretziener Wehr geschlossen wurde, die Elbe aber noch Hochwasser führt. Es markierte die Grenze zwischen dem Magdeburger und dem Elbenauer Deichverband.
Am Sonnenanger; Stadtteil Ottersleben; PLZ 39116
Die Straße wurde durch Beschluss des Stadtrates vom 8. Juni 2000 benannt. Die Treuhand Liegenschaftsgesellschaft (TLG) hatte ein neues Gebiet für den individuellen Wohnungsbau erschlossen und schlug den Namen "Am Sonnenanger" für die zentrale Straße vor. Einen historischen Hintergrund für diesen Namen gibt es nicht. Die TLG hatte unter dieser Bezeichnung die Grundstücksvermarktung durchgeführt. Die positiv besetzten Begriffe Sonne und Anger schienen unter Marketinggesichtspunkten geeignet.
Am Spionskopf; Stadtteil Salbke; PLZ 39122
Diese 1935 entstandene Straße wurde nach der benachbarten Bodenerhebung Spionskopf benannt.
Am Sportplatz; Stadtteil Alt Olvenstedt; PLZ 39130
Die Straße führt nördlich am Alt Olvenstedter Sportplatz, der mit Flutlicht und 1000 Plätzen, davon überdachten 80 Sitz- und 100 Stehplätzen, ausgerüsteten Spielstätte des SV Germania Olvenstedt, vorbei.
Am Stadion; Stadtteil Sudenburg; PLZ 39112
Der Name der Straße beruht auf dem südlich dieser Straße befindlichen Heinrich-Germer-Stadion.
Am Stadtblick; Stadtteil Neustädter Feld; PLZ 39128
Vormals: Straße der FDJ (bis 1990)
Die Straße wurde zum 1. Januar 1991 aufgrund von Vorschlägen von Anwohnern umbenannt. Begründet wurde der Name mit der von den hier stehenden Wohngebäuden guten Sicht auf das Stadtgebiet Magdeburgs.
Am Steg; Stadtteil Stadtfeld Ost; PLZ 39108
Heute: ?
 ?
Am Sudenburger Bahnhof; Stadtteil Stadtfeld West; PLZ 39110
Die seit 1889 bestehende Straße befindet sich direkt am Bahnhof des Magdeburger Stadtteils Sudenburg und trägt nach diesem Sudenburger Bahnhof ihren Namen.
Am Sudenburger Tor; Stadtteil Altstadt; PLZ 39104
Heute: Am Buckauer Tor (seit 1927, östliches Teilstück der Straße)
In der Nähe dieser Straße befand sich das Stadttor der Stadt Magdeburg in Richtung des 1867 eingemeindeten Ortes Sudenburg.
Am Sülzehafen; Stadtteil Buckau; PLZ 39104
Die zur Erschließung eines neu entstandenen Wohngebiets erforderliche Erschließungsstraße erhielt, da direkt nördlich des Sülzehafens gelegen, durch Beschluss des Stadtrates vom 14. November 2002 den Namen "Am Sülzehafen".
Am Teich; Stadtteil Alt Olvenstedt; PLZ 39130
Der Name der Straße entstand im späten 18. Jahrhundert und ging auf den hier ursprünglich befindlichen Olvenstedter Teich zurück.
Am Thie; Stadtteil Diesdorf; PLZ 39110
Die Bezeichnung Thie verweist auf einen hier ursprünglich befindlichen Versammlungsort der Dorfbewohner.
Am Unterbär; Stadtteil Brückfeld; PLZ 39114
Die Straße wurde 1925 nach einer in dem Bereich ehemals bestehenden Stauschleuse benannt. Nahe der Turmschanze wurden zwei Stauschleusen mit Anschluss an die Elbe zur Regulierung des Wasserstandes im Festungsgraben angelegt – der "Oberbär" und der "Unterbär". Diese Wehre wurden bereits vor dem Dreißigjährigen Krieg angelegt. Der Namensbestandteil Bär ist ungewöhnlich. Denkbar erscheint, dass die eigentliche Bezeichnung Unterwehr und Oberwehr durch den Volksmund in Bär verfremdet wurde. Da die Wehre auch als Barrieren oder Barren bezeichnet wurden, erscheint es auch möglich, dass aus Barriere Bär wurde. Der Oberbär lag weiter oberhalb am Flusslauf. Im Gegensatz zum Unterbär befand sich dort ein für Zivilisten nicht zugängliches Sperrgebiet, so dass der Oberbär weniger bekannt war. Der Graben am Unterbär war durch eine öffentliche Brücke in Richtung Zuckerbusch überbrückt.
Am Unterhorstweg; Stadtteil Salbke; 39122
Die Straße wurde am 8. November 1993 benannt. Der Name rührt von der benachbarten Straße Unterhorstweg her.
Institutionen/Bauwerke/Denkmäler:
- Haus Nr. 11 - 13, Wohnkomplex, erbaut 1994/95

Am Vogelgesang; Stadtteile Neue Neustadt und Neustädter See; PLZ 39124 und 39126
Der Name der 1936 benannten Straße geht auf ein hier im Mittelalter befindliches Waldstück zurück, in welchem Vogelfänger Netze aufspannten, um Singvögel zu fangen. An die Straße grenzt der Vogelgesang-Park Magdeburg.
Institutionen/Bauwerke/Denkmäler:
- Haus Nr. 12, Zoologischer Garten Magdeburg, mit dem Dickhäuterhaus (1967), dem Giraffenhaus (1991) und dem Menschenaffenhaus (2000)

Am Volkspark; Stadtteil Westerhüsen; PLZ 39122
Die Straße befindet sich in der Nähe des Volksparks Westerhüsen.
Am Vorhorn; Stadtteil Neue Neustadt; PLZ 39124
Der Name der seit 1930 bestehenden Straße beruht auf einer in der Nähe ursprünglich bestehenden Siedlung und gleichnamigen Wald- bzw. Flurstück Vorhorn. Die Siedlung wurde auch als Klein Rothensee bezeichnet.
Am Weinhof; Stadtteil Alte Neustadt; PLZ 39106
Die Herkunft des Namens der zumindest seit 1847 bestehenden Straße ist ungeklärt. Naheliegend wäre die Herkunft von hier etwaig praktiziertem Weinbau. Tatsächlich wurde in der Nähe der Elbe auch im Raum Magdeburg zumindest im Mittelalter Wein angebaut. Für die konkrete Stelle ist jedoch kein Weinanbau nachweisbar. So wird auch die Ansicht vertreten bei dem Weinhof könne es sich um den Marstall der Neustadt gehandelt haben.
Bekannte Personen die hier lebten:
- Georg Schümer, Politiker und Pazifist lebte zumindest um 1914 und 1916 im Haus Nr. 15/16 im Erdgeschoss.

Am Wellenberge; Stadtteil Westerhüsen; PLZ 39122
Die Straße wurde im Jahr 1935 gebaut und benannt. Der Name rührt vom Verlauf der Straße entlang des Höhenzugs der Wellenberge her.
Am Winterhafen; Stadtteil Werder; PLZ 39114
Vormals: Kommandantenwerder (bis 1951)
In der Nähe der Straße befindet sich der 1842 errichtete Winterhafen Magdeburg.
Am Wolfswerder; Stadtteil Buckau; PLZ 39104
Die Straße besteht seit 1930. Der Name geht auf eine Flurbezeichnung zurück. Bereits auf einer Karte aus dem Jahr 1838 ist ein zwischen Buckau und der Elbe gelegenes Gebiet namens Wolfswerder verzeichnet. Die Herkunft der Bezeichnung Wolf für diesen Werder ist unklar. In jüngeren Veröffentlichungen enthaltene Spekulationen über einen Zusammenhang mit dem Magdeburger Industriellen Rudolf Ernst Wolf sind jedoch falsch, da das Gebiet bereits zum Zeitpunkt der Geburt Wolfs den Namen Wolfswerder trug.
Am Zweigkanal; Stadtteil Gewerbegebiet Nord; PLZ 39126
Die Straße befindet sich in der Nähe des parallel zur Elbe verlaufenden Zweigkanals und trägt seit 1999 ihren Namen. Zuvor wurde sie unter der Adresse August-Bebel-Damm 6a geführt.

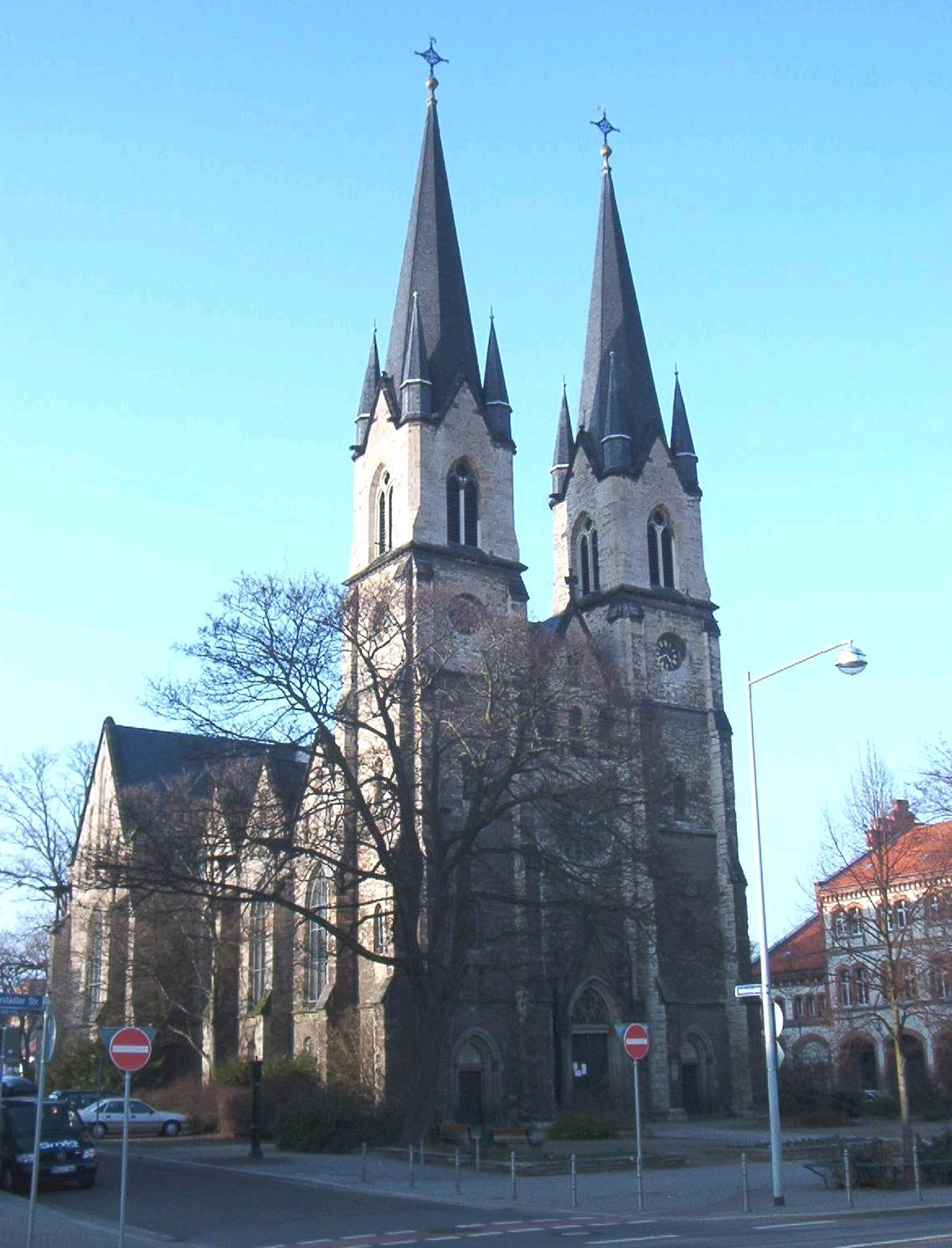
Ambrosiuskirche

Ambrosiusplatz; Stadtteil Sudenburg; PLZ 39112
Vormals: Marktplatz
Der Platz wurde nach der hier befindlichen Sankt-Ambrosius-Kirche benannt.
Institutionen/Bauwerke/Denkmäler:
- Sankt-Ambrosius-Kirche, evangelische Kirche, erbaut von 1875 bis 1877

Ammensleber Straße; Stadtteil Stadtfeld West; PLZ 39110
Die seit 1927 bestehende Straße wurde nach den nördlich von Magdeburg in Sachsen-Anhalt gelegenen Dörfern Groß Ammensleben und Klein Ammensleben benannt.
Ampfurther Weg; Stadtteil Diesdorf; PLZ 39110
Die 1954 entstandene Straße wurde nach dem südlich von Wanzleben in der Magdeburger Börde gelegenen Dorf Ampfurth benannt.
Amsdorfstraße; Stadtteil Sudenburg; PLZ 39112
Die Straße wurde 1903 nach dem Theologen und Mitstreiter Martin Luthers Nikolaus von Amsdorf benannt. In diesem Stadtteil sind weitere Straßen zu dieser Thematik benannt (Luther, Worms, Melanchthon).
Institutionen/Bauwerke/Denkmäler:
- Haus Nr. 5 - 7, Laubenganghaus, Wohnkomplex, erbaut 1931

Amselsteg; Stadtteil Neustäder See; PLZ 39126
Benannt nach der Vogelart Amsel.
Amtsgartenstraße; Stadtteil Ottersleben; PLZ 39116
Heute: Nomi-Rubel-Straße (Teilstück zwischen Hängelsbreite und Käthe-Kollwitz-Straße)
Die Straße befindet sich in der Nähe der Parkanlage Amtsgarten Ottersleben.
An den Barroseen; Stadtteil Neustädter See; PLZ 39126
Vormals: westliches Teilstück der Oebisfelder Straße (bis 8. Juni 2000)
Die Straße wurde nach den Barroseen benannt, die sich beidseitig der Straße befinden. Die Bezeichnung „Barro“ geht auf die Lage der Seen zwischen BARleben und Rothensee zurück. Die Straße wurde umbenannt, da die Eisenbahnbrücke, die den östlichen und den westlichen Teil der Oebisfelder Straße verband, abgerissen wurde und eine völlig neue Verkehrsführung erfolgte. Das östliche Teilstück ist nun eine Sackgasse, stattdessen ist die Burger Straße über eine neue Brücke mit dem westlichen Teilstück verbunden. Beide Teilstücke der Oebisfelder Straße hatten somit keine direkte Verbindung mehr. Da am westlichen Teilstück deutlich weniger Anwohner von einer Umbenennung betroffen waren, wurde dieser Teil umbenannt.
An den Gärten; Stadtteil Beyendorf-Sohlen; 39122
 ?

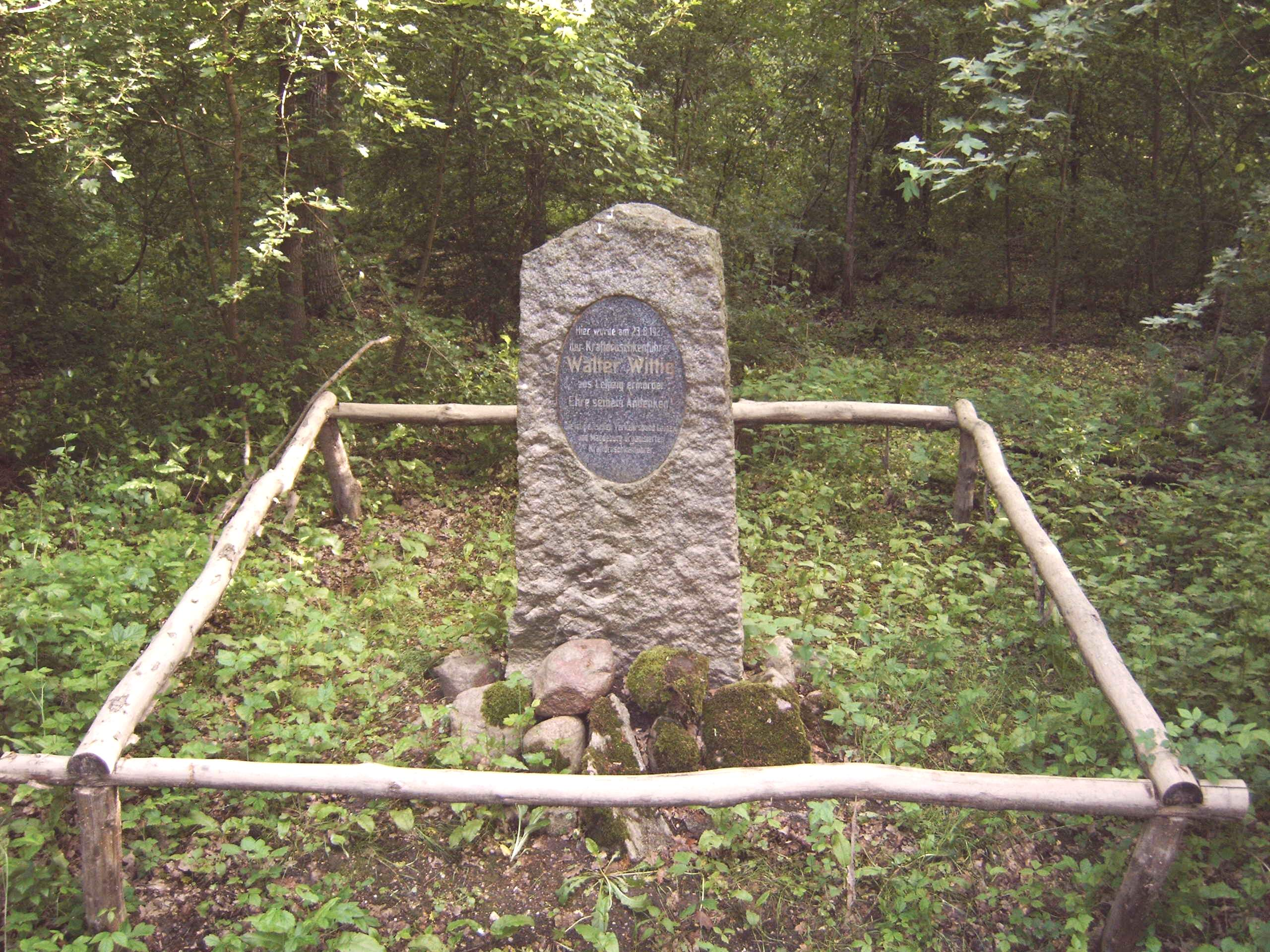
Denkmal für Walter Wittig

An den Rennwiesen; Stadtteil Herrenkrug; PLZ 39114
Die Straße verläuft südlich an der Pferderennbahn Herrenkrugwiesen entlang.
Institutionen/Bauwerke/Denkmäler:
- Denkmal Walter Wittig, Denkmal für den am 23. August 1927 hier ermordeten Kraftdroschkenführer Walter Wittig.

An den Röthen; Stadtteil Alt Olvenstedt; PLZ 39130
Verweist auf den in Olvenstedt entspringenden Bach.
An den Sohlener Bergen; Stadtteil Westerhüsen; PLZ 39122
Die Straße befindet sich in der Nähe der Hügelkette Sohlener Berge.

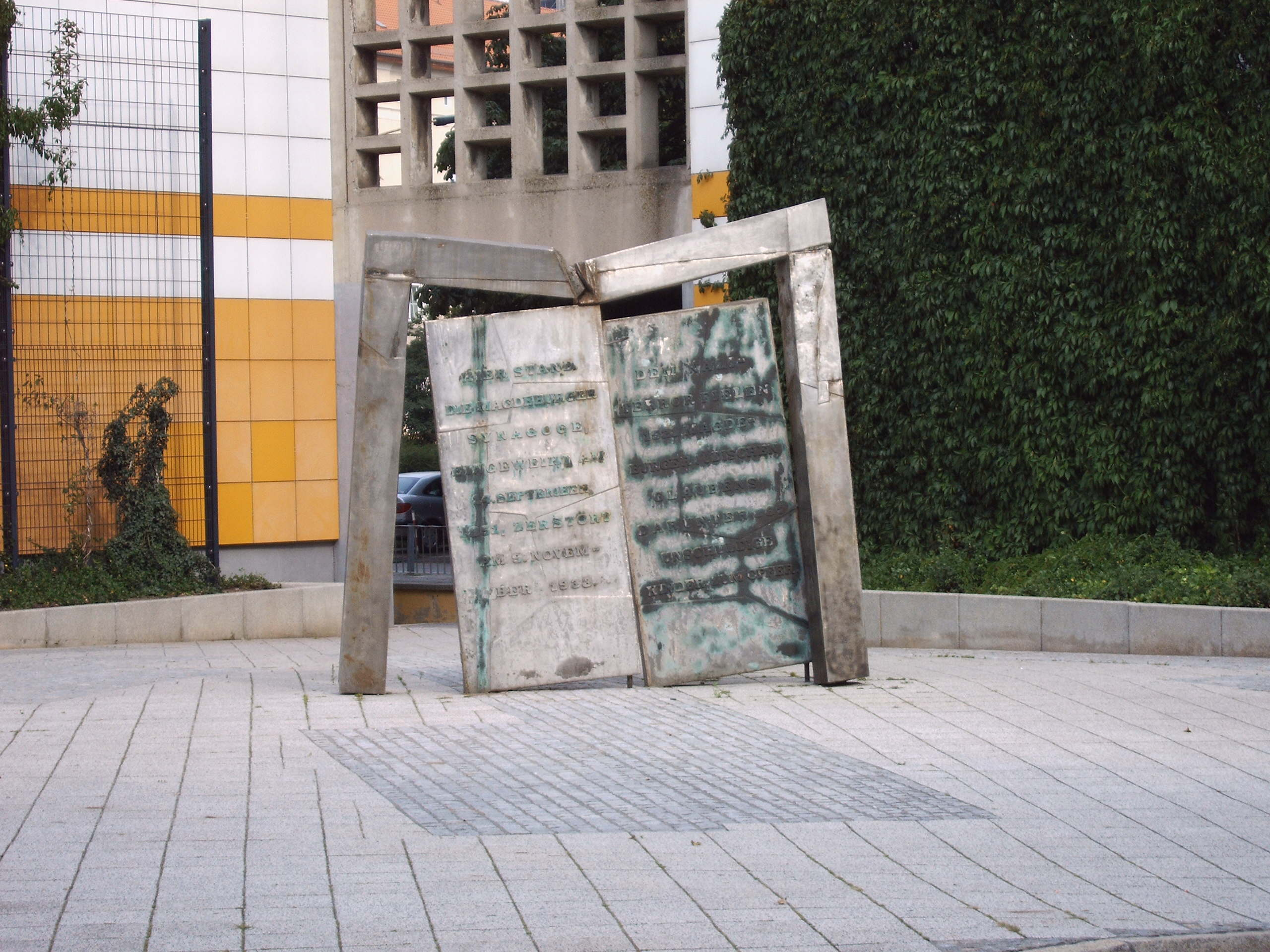
Mahnmal für die Alte Synagoge

An der Alten Synagoge; Stadtteil Altstadt; PLZ 39104
Vormals:
- Große Schulstraße
- Julius-Bremer-Straße (bis Mai 1999)

An der Stelle dieses Platzes befand sich bis 1939 die Alte Synagoge Magdeburgs. In Erinnerung hieran wurde eine kleine ursprünglich zur Julius-Bremer-Straße gehörende Fläche nach der Synagoge benannt.
Institutionen/Bauwerke/Denkmäler:
- Mahnmal für die Alte Synagoge

ehemalige Institutionen/Bauwerke/Denkmäler
- Alte Synagoge, sie befand sich an der Adresse Große Schulstraße 22c.

An der Autobahn; Stadtteil Beyendorf-Sohlen; PLZ 39122
Diese Straße wurde 2002 nach der Bundesautobahn 14 benannt, über die sie in Richtung Osterweddingen hinweg führt. Die Fortsetzung der Straße auf Osterweddinger Seite trägt dort die gleiche Bezeichnung, welche dann durch die Stadt Magdeburg übernommen wurde.
An der Darre; Stadtteil Alt Olvenstedt; PLZ 39130
Die Straße wurde im Jahr 2000 nach einer Darre, einer Vorrichtung zum Trocknen von Pflanzen, benannt. Bereits seit dem 15. Jahrhundert bestanden in Olvenstedt Zichoriendarren. Vermutlich befand sich in der Nähe der Straße eine solche Einrichtung.
An der Elbaue; Stadtteil Randau-Calenberge; PLZ 39114
Diese Straße stellt die Verbindungsstraße der bis 1994 selbständigen Dörfer Pechau und Randau-Calenberge dar und führt durch die Flussaue der Elbe. Die Straße wurde 1995 benannt.
An der Elbe; Stadtteil Buckau; PLZ 39104
Die Straße verläuft parallel zur Elbe und erhielt daher den beschreibenden Namen.
An der Halberstädter Chaussee; Stadtteil Ottersleben; PLZ 39116
Diese Straße verläuft parallel zur Halberstädter Chaussee und wurde 1994 nach dieser Situation benannt.
An der Kälberweide; Stadtteil Cracau; PLZ 39114
Die Straße entstand ab 1932. Die Benennung geht auf einen in diesem Bereich bestehenden Flurnamen zurück, der vermutlich durch die historische Nutzung des Gebiets als Weide für Kälber entstand.
An der Klinke; Stadtteil Lemsdorf; PLZ 39118
Die Straße verläuft parallel zum Bach Klinke. Die Straße bestand schon lange als wenig befestigter namenloser Feldweg und wurde dann 1997 benannt.
An der Lake; Stadtteile Berliner Chaussee, Brückfeld und Herrenkrug; PLZ 39114
Der Name der Straße beruht auf dem in der Nähe verlaufenden Bach Furtlake. Die Straße wurde 1934 benannt.
An der Nachtweide; Stadtteil Pechau; PLZ 39114
Die Straße wurde nach der Bezeichnung eines hier befindlichen Flurstücks benannt. Dessen Bezeichnung dürfte auf eine hier ursprünglich wohl bestehende Nachtweide zurückgehen.
An der Ölmühle; Stadtteil Brückfeld; PLZ 39114
Diese Straße entstand auf dem Gelände der ehemaligen Ölmühle Vereinigte Ölfabriken Hubbe und Farenholtz. Am 13. Januar 2000 beschloss der Stadtrat die Benennung.
An der Quelle; Stadtteil Ottersleben; PLZ 39116
Vormals: Friedenstraße (bis 1952)
Die Benennung geht auf eine im nahen Amtsgarten Ottersleben befindliche Quelle zurück. Das Wasser der Quelle wurde über den Quellgraben bis zu einer Schöpfstelle geführt und dort von der Bevölkerung Klein Otterslebens nach Bedarf geschöpft. Nachdem aufgrund von Überdüngung der umliegenden landwirtschaftlichen Nutzflächen die Wasserqualität stark nachgelassen hatte, verfiel die Anlage. 2001 wurde sie saniert.
An der Schloßmauer; Stadtteil Randau-Calenberge; PLZ 39114
Die Straße verläuft nördlich an der Schloßmauer des Schloß Randau entlang und wurde im Zuge der Eingemeindung Randaus nach Magdeburg 1994 entsprechend benannt.
An der Schrote; Stadtteil Diesdorf; PLZ 39110
Heute:?
Der Name der Straße ging auf den in der Nähe fließenden Bach Schrote zurück.
An der Steinkuhle; Stadtteile Nordwest und Stadtfeld Ost; PLZ 39128
Vormals: Rennetal (bis 1933)
Die Straße wurde im Jahr 1933 nach ursprünglich in dem Bereich einmal bestehenden Steinbrüchen benannt. In den Steinbrüchen wurde über Jahrhunderte hinweg Grauwacke für die Verwendung im Haus- und Festungsbau abgebaut. Die Steinbrüche waren verhältnismäßig flach. Neuere Untersuchungen von Baugründen ergaben keine Verfüllungen von mehr als 5 Metern Mächtigkeit. Daher stammt wohl die Bezeichnung als Kuhle. Bereits Anfang des 10. Jahrhunderts bestanden jedoch in dem Gebiet keine Steinbrüche mehr.
An der Strombrücke; Stadtteil Altstadt; PLZ 39104
Diese Straße befand sich zwischen Schleinufer und der alten Strombrücke. Im Adressbuch der Stadt von 1950/51 ist diese Straße als unbewohnt noch aufgeführt.
An der Sülze; Stadtteil Beyendorf-Sohlen; PLZ 39122
Die Straße ist nach dem parallel verlaufenden Bach Sülze benannt.
An der Sülze; Stadtteil Buckau; PLZ 39104
Heute: ?
Diese Straße war nach dem in der Nähe verlaufenden Bach Sülze benannt. Noch im Adressbuch von 1950/51 wird sie aufgeführt.
An der Waldschule; Stadtteil Nordwest; PLZ 39128
Die Straße wurde 1941 nach einer hier zum damaligen Zeitpunkt im ehemaligen Fort VI der Festung Magdeburg bestehenden Waldschule benannt. Die Schule war 1927 durch den Stadtschulrat Hans Löscher gegründet worden.
An der Wanzleber Chaussee; Stadtteil Ottersleben; PLZ 39116
Vormals: Holzweg (bis 1952, dann bis 1995 unbenannt)
Diese Straße wurde 1995 nach der nahe liegenden Hauptstraße Wanzleber Chaussee benannt. Ursprünglich bildete die Straße gemeinsam mit der Straße Am Costerberg den Holzweg. Mit der Eingemeindung Otterslebens nach Magdeburg wurde die Benennung der sich eher als Feldweg darstellende Straße aufgegeben, da es im Stadtgebiet bereits eine gleichnamige Straße gab.
An der Wendeschleife; Stadtteil Diesdorf; PLZ 39110
2001 benannt nach der nahe liegenden, 2001 eröffneten Straßenbahnwendeschleife in Diesdorf, welche das letzte Wendedreieck in der Stadt ersetzte.
Andreas-Kritzmann-Straße; Stadtteil Alte Neustadt; PLZ 39106
Diese Straße war nach dem Magdeburger Büchsenmeister Andreas Kritzmann benannt. Die Straße befand sich auf dem Gelände der heutigen Otto-von-Guericke-Universität Magdeburg und verlief parallel zum nördlichen Abschnitt der Falkenbergstraße, östlich von dieser. Die Straße wurde in der Zeit der DDR aufgegeben. Eine später an anderer Stelle neu entstandene Straße trägt jedoch wieder den Namen Kritzmannstraße.
Angelhochstraße; Stadtteil Alt Olvenstedt; PLZ 39130
Heute: Nordstraße
Diese Straße war nach der nördlich von Olvenstedt ursprünglich befindlichen, heute durch die Autobahn A2 überbauten, ein Megalithgrab enthaltenden Erhebung Angelhoch benannt.
Anger-Privatweg; Stadtteil Berliner Chaussee; PLZ 39114
Die Straße wurde 1934 wohl nach dem etwas westlich der Straße gelegenen Cracauer Anger benannt.
Angersteg; Stadtteil Herrenkrug; PLZ 39114
Der Angersteg ist eine Brücke über die Herrenkrugstraße und verbindet die beiden Teile des Cracauer Angers, den Kleinen Cracauer Anger mit dem Großen Cracauer Anger. Zugleich wird somit der westliche und der östliche Teil des Elbauenparks miteinander verbunden.
Angerstraße; Stadtteil Neue Neustadt; PLZ 39124
Heute: Zielitzer Straße
 ?
Anhaltstraße; Stadtteil Altstadt; PLZ 39104
1702– 1713 wurde der hier befindliche "Heydeck" an der südwestlichen Stadtbefestigung im Zuge des Festungsbaus zur Bastion Anhalt umgebaut (siehe Heydeckstraße).
Ankerstraße; Stadtteil Neue Neustadt; PLZ 39124
Die Straße selbst besteht seit 1812. Umstände und Herkunft der Benennung sind jedoch unklar. Vermutet wird die Benennung nach hier ansässigen mit Schiffsausrüstungen befasster Berufsgruppen oder die Benennung nach einer Gastwirtschaft.
Bekannte Personen die hier lebten:
- Richard Oelze, deutscher Maler wurde hier im Jahr 1900 geboren.

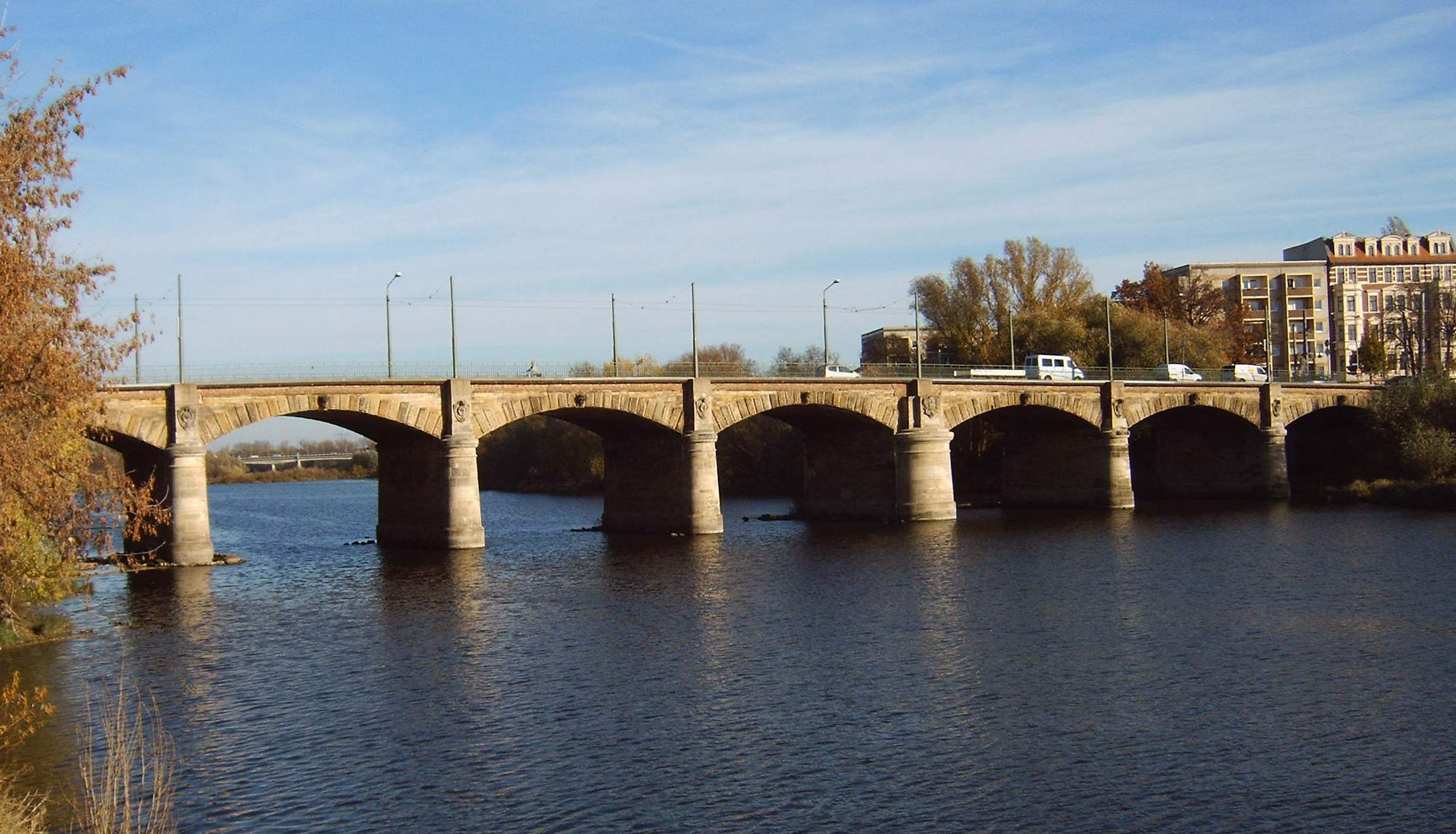
Anna-Ebert-Brücke

Anna-Ebert-Brücke; Stadtteile Brückfeld und Werder; PLZ 39114
Vormals: Lange Brücke
Die Anna-Ebert-Brücke wurde 1951 nach der KPD-Politikerin Anna Ebert (1889–1947) benannt. Mit der Umbenennung sollte insbesondere ihre Tätigkeit nach 1945 in der Gemeindeverwaltung von Cracau gewürdigt werden.
Annabergstraße; Stadtteil Cracau; PLZ 39114
Heute: Herweghstraße
Die Straße war zur Erinnerung an die Erstürmung des Annabergs in Oberschlesien durch das deutsche Freikorps Selbstschutz Oberschlesien am 21. Mai 1921 benannt. In der Zeit der DDR erfolgte dann eine Umbenennung.
Annastraße; Stadtteil Stadtfeld Ost; PLZ 39108
Der Name dieser seit 1893 bestehenden Straße, zu der bis 1900 auch die heutige Immermannstraße gehörte, geht auf Anna Krimmling zurück. Anna Krimmling war die Ehefrau des Köthener Bauunternehmers Franz Krimmling der ab 1884 die ersten Häuser in dieser Straße errichtete.
Ansbacher Straße; Stadtteil Alte Neustadt; PLZ 39106
Die 1912 entstandene Straße wurde nach der Stadt Ansbach in Bayern benannt. Entstanden war die Straße, als eine Häuserzeile für die Zufahrt zu einem Baugeschäft durchbrochen wurde.
Anstaltstraße; Stadtteil Salbke; PLZ 39122
Die Straße wurde um 1897 benannt. Auf welche Anstalt der Name Bezug nimmt, ist jedoch unklar. Es wird spekuliert, dass eine zum damaligen Zeitpunkt in Salbke ansässige Gasanstalt Gas- und Elektrizitätswerk Carl Francke Bremen gemeint war. Diese befand sich jedoch nicht in dieser Straße. Möglicherweise war auch eine Kinderbewahranstalt ursächlich für die Benennung.
Apfelstieg; Stadtteil Ottersleben; PLZ 39116
In Anlehnung an die gleichgelagerte thematische Namenswahl benachbarter Straßen wurde die seit 1998 bestehende Straße nach der Obstsorte benannt.
Apfelstraße; Stadtteil Altstadt; PLZ 39104
Vormals:
- Brandstraße
- Brandesstraße
- Brunnenstraße

Jetzt: Julius-Bremer-Straße (Teilstück zwischen Breiter Weg und heutiger Weitlingstraße)
Die Apfelstraße gehörte zu den bekanntesten Straßen der Magdeburger Altstadt und führte in einem Bogen vom Ratswaageplatz in Richtung Hauptwache. Der Name rührte vom Haus Nr. 9 "Zum güldnen Apfel" her. Dieses Brauhaus hatte im Jahre 1703 der berühmte Handwerkschirurg, Wundarzt und Starstecher Doktor Eisenbarth erworben. An der Stelle des Gebäudes befindet sich heute der Eisenbarthbrunnen. Der vorherige Name Brandstraße dürfte auf einen in diesem Bereich einmal erfolgten größeren Brand zurückzuführen sein. Nach dem Zweiten Weltkrieg und teilweise veränderter Straßenführung wurde der historische Name Apfelstraße nicht weiter verwandt.
Apollostraße; Stadtteil Reform; PLZ 39118
Vormals: Walter-Kaßner-Straße (bis 9. Januar 2003)
Die Benennung Apollo nimmt Bezug auf das US-amerikanische Apollo-Raumfahrtprogramm. Im Stadtteil Reform wurden in der Zeit der DDR diverse Straßen nach sowjetischen Raumfahrtprogrammen benannt. Diese Tradition sollte aufgegriffen und um die westliche Variante erweitert werden. Bis 2003 trug die im Zuge der Neuerrichtung der Plattenbausiedlung Reform um 1972 entstandene Straße jedoch den Namen des SED-Politikers und Bürgermeisters der Stadt Magdeburg Walter Kaßner. Am 6. Dezember 2001 beantragten die Fraktionen von CDU und SPD im Magdeburger Stadtrat die Vorbereitung der Umbenennung. Hintergrund waren Vorwürfe der Verstrickung Kaßners in Vorgänge stalinistischer Verfolgungen nach dem Zweiten Weltkrieg. Mit Beschluss vom 11. April 2002 folgte der Stadtrat, gegen die Stimmen der PDS, dem Antrag. Mit Beschluss vom 9. Januar 2003 wurde sie dann umbenannt.
Appendorfer Straße; Stadtteil Ottersleben; PLZ 39116
Benannt nach zwei Orten mit dem Namen Appendorf, die sich ursprünglich einmal südlich von Ottersleben befand. Die Orte wurden jedoch bereits vor mehreren Jahrhunderten von ihren Bewohnern verlassen und somit zur Wüstung.
Aprikosenweg; Stadtteil Ottersleben; PLZ 39116
Benannt nach der Pflanzenart Aprikose.
Arkonastraße; Stadtteil Werder; PLZ 39114
Die seit 1911 bestehende Straße ist vermutlich nach dem an der Nordostspitze Rügens befindlichen Kap Arkona benannt.

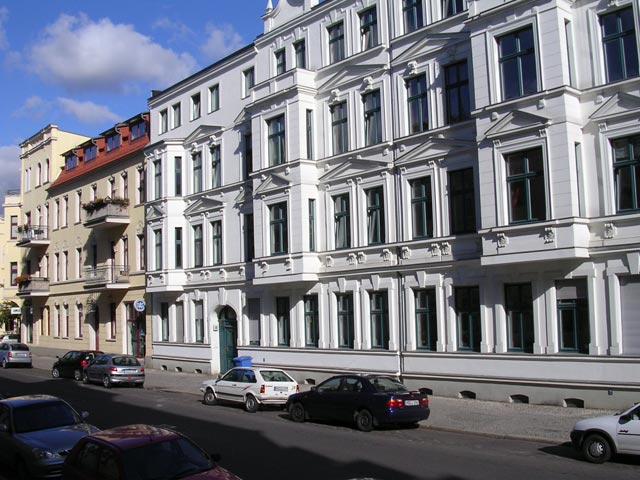
Arndtstraße

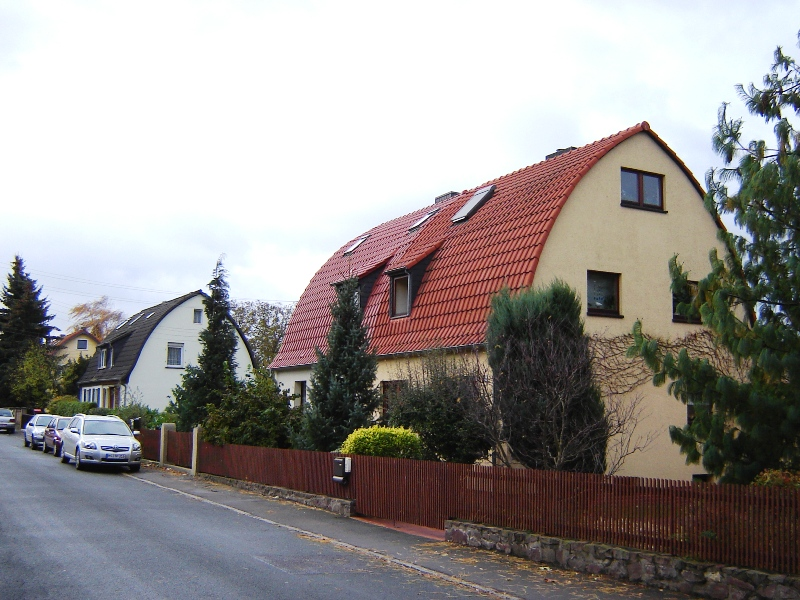
Arnold-Knoblauch-Straße

Arndtstraße; Stadtteil Stadtfeld Ost; PLZ 39108
Diese seit 1896 bestehende Straße wurde nach dem Schriftsteller und Publizisten Ernst Moritz Arndt (1769–1860) benannt.
Arnold-Knoblauch-Straße; Stadtteil Westerhüsen; PLZ 39122
Benannt nach dem Regierungsbaumeister Arnold Knoblauch. Die Bebauung der Straße entstand in den Jahren zwischen 1923 und 1925. Es herrschen Zweifamilienhäuser vor, die durch ihre Dächer in Form eines Tonnengewölbes auffallen. Diese Bauform nach dem Architekten Fritz Zollinger senkte den Holzverbrauch der Dachkonstruktion um bis zu 50 % und ermöglicht eine gute Nutzungsmöglichkeit des Dachgeschosses.
Arnold-Zweig-Straße; Leipziger Straße; PLZ 39120
Diese Straße wurde 1970 nach dem Schriftsteller Arnold Zweig benannt.
Arthur-Ruppin-Straße, Stadtteil Altstadt; PLZ 39104
Benannt nach dem jüdischen Soziologen Arthur Ruppin. Im Stadtrat war diese Namengebung ausgesprochen umstritten. Im November 2000 und im September 2001 hatte die Deutsch-Israelische Gesellschaft e. V. eine Namengebung nach Arthur Ruppin angeregt. Bei den Ratsfraktionen von Bündnis 90/Die Grünen und PDS stieß die von der Stadtverwaltung dann auch vorgesehene Benennung auf Kritik. Die Benennung nach dem Zionisten Ruppin wurde als einseitige Positionierung der Stadt im Palästinakonflikt kritisiert. Darüber hinaus wurden befürwortende Äußerungen Ruppins zur Eugenik bemängelt. Trotzdem erfolgte eine entsprechende Namengebung. Im Anschluss hieran protestierten palästinensische Gruppen gegen die Namensauswahl.
Artur-Wypochowicz-Straße; Stadtteil Neustädter Feld; PLZ 39128
Heute: Rathmannstraße
Diese Straße war in der Zeit der DDR nach dem Kommunisten, Antifaschisten und Magdeburger Kommunalpolitiker Artur Wypochowicz benannt.
Artilleriestraße; Stadtteile Brückfeld und Cracau; PLZ 39114
Heute: Am Charlottentor (seit 1946)
Die Straße war nach der Truppengattung Artillerie benannt.
Ascher Straße; Stadtteil Hopfengarten; PLZ 39120
Heute: Grillenstieg (seit 1950)
Die Straße war nach der westböhmischen Stadt Asch benannt. In der Zeit der DDR erfolgte dann 1950 eine Umbenennung. Namen von Orten, aus denen die deutsche Bevölkerung nach dem Zweiten Weltkrieg vertrieben worden war oder die nicht mehr zu Deutschland gehörten, sollten nicht mehr erscheinen.
Aschersleber Straße; Stadtteil Fermersleben; PLZ 39122
Vormals: Schulstraße (bis 1910)
1910 benannt nach der südwestlich von Magdeburg liegenden Stadt Aschersleben.
Askanischer Platz; Stadtteil Alte Neustadt; PLZ 39106
Dieser seit 1903 bestehende Platz wurde nach dem Fürstengeschlecht der Askanier benannt.
Institutionen/Bauwerke/Denkmäler:
- Max-Planck-Institut, erbaut von 1999 bis 2001
- Straßentunnel, erbaut von 1997 bis 1999

Aßmannstraße; Stadtteil Sudenburg; PLZ 39116
Vormals:
- Zeppelinstraße
- Heinrich-Zille-Straße

Benannt nach dem Meteorologen Richard Aßmann. Dort befindet sich auch heute noch eine Wetterstation.
Asternweg; Stadtteil Reform; PLZ 39118
Diese Straße wurde nach der Pflanzengattung der Astern benannt.
Astonstraße; Stadtteil Sudenburg; PLZ 39116
Vormals: Richard-Sorge-Straße
1992 wurde die Straße nach der Schriftstellerin und Frauenrechtlerin Louise Aston (1814–1871) benannt.
Atzendorfer Straße; Stadtteil Westerhüsen; PLZ 39122
Die 1995 entstandene Straße wurde nach dem Dorf Atzendorf benannt.
Aue; Stadtteil Neustädter See; PLZ 39126
Die Straße besteht seit 1922. Sie wurde nach einem in der Gegend bestehenden Flurnamen benannt, der auf die ursprüngliche Funktion des Bereichs als Flussaue der Elbe zurückgeht. In diesem Bereich bestand bis 1842 ein Auwald, der Eichenweiler.
Auf dem Fürstenwall; Stadtteil Altstadt; PLZ 39104
Später: Auf dem Wall
Heute: Fürstenwall
Die Straße verläuft auf dem Fürstenwall (siehe dort). In der Zeit der DDR wurde sie umbenannt, da der Begriff "Fürst" als zu monarchistisch gestrichen werden sollte. Nach dem Ende der DDR kehrte der ursprüngliche Name, jedoch ohne die Bezeichnung "Auf dem", zurück.
Auf dem Wall; Stadtteil Altstadt; PLZ 39104
Vormals: Auf dem Fürstenwall
Heute: Fürstenwall
Die Straße verläuft auf dem Fürstenwall (siehe dort). In der Zeit der DDR wurde sie umbenannt, da der Begriff "Fürst" als zu monarchistisch gestrichen werden sollte. Nach dem Ende der DDR kehrte der ursprüngliche Name, jedoch ohne die Bezeichnung "Auf dem", zurück.
Auf den Höhen; Stadtteil Ottersleben; PLZ 39116
Die Straße wurde 1997 benannt. Als Name wurde die Bezeichnung des mit der Straße neuerschlossenen Wohngebiets gewählt. Der Name dürfte auf die etwas erhöhte Lage und die umliegenden kleineren Erhebungen der Magdeburger Börde zurückgehen.
Auf der Grauwacke; Stadtteil Alt Olvenstedt; PLZ 39130
Benannt nach dem Gestein Grauwacke, welches in dieser Gegend vorkommt und vom Mittelalter bis zum Anfang des 20. Jahrhunderts in der Region Magdeburg in Steinbrüchen auch abgebaut wurde. Die Benennung der Straße erfolgte 1998.
August-Bebel-Damm; Stadtteile Barleber See, Gewerbegebiet Nord, Industriehafen, Rothensee; PLZ 39126
Vormals: Schwerin-Krosigk-Damm (bis 1946)
Diese Straße wurde 1946 nach dem sozialdemokratischen Politiker August Bebel benannt. Die Bezeichnung Damm rührt von dem aus dem umliegenden elbnahen Gelände herausgehobenen Verlauf der Straße her.
Augustastraße; Stadtteil Altstadt; PLZ 39104
Heute: Hegelstraße
Benannt nach der deutschen Kaiserin und Königin von Preußen Augusta von Sachsen-Weimar-Eisenach, der Ehefrau des Kaisers Wilhelm I.
Aussiger Straße; Stadtteil Stadtfeld West; PLZ 39110
Heute: Spechtweg
Die Straße war nach der im nördlichen Böhmen gelegenen Stadt Aussig benannt. In der Zeit der DDR wurde sie umbenannt. Namen von Orten, aus denen die deutsche Bevölkerung nach dem Zweiten Weltkrieg vertrieben worden war oder die nicht mehr zu Deutschland gehörten, sollten nicht mehr erscheinen.
Azaleenweg; Stadtteil Barleber See; PLZ 39126
Benannt nach der Pflanzengattung der Azaleen. Azalee ist eine andere Bezeichnung für Rhododendron. Die in der Nachbarschaft befindliche Anglerkolonie Barleber See hatte ursprünglich begonnen, den Wegen in der näheren Umgebung inoffizielle Namen zu geben und auch den Azaleenweg bereits so benannt. Bei der offiziellen Benennung der Straße griff man dann auf den bereits bestehenden Sprachgebrauch zurück.